# ニセコイ
『ニセコイ』は、古味直志による日本の漫画。読切版が『少年ジャンプNEXT!』（集英社）2011 WINTERに掲載後、『週刊少年ジャンプ』（集英社）2011年48号から2016年36・37合併号まで連載された。

## 概要
古味にとって2作目の連載作品。男子高校生の一条楽を主人公とする、主に高校を舞台としたラブコメディ漫画。近年珍しい「ベタ」で王道な作風とされている。話数カウントは「第○話」。各話のタイトルは基本的にカタカナ4文字で統一されている。
基本は1話完結型だが、複数回に渡るエピソードも存在する。作中の時間は少しずつ経過しており、9巻第75話と23巻201話で進級する。
連載当初から小説化・VOMIC化など様々メディアミックスが行われた。2014年1月から5月にテレビアニメ（1期）が放送された。2015年4月から6月にかけては『ニセコイ：』のタイトルで第2期が放送された。テレビアニメからはゲーム・OVAなどが派生した。また、番外編の『マジカルパティシエ小咲ちゃん!!』も小説化・アニメ化・OVA化・スピンオフなどが行われている。2018年には実写映画が公開。
2015年、連載回数167回を超え『いちご100%』の記録を抜き『週刊少年ジャンプ』のラブコメディ作品として連載期間と巻数が歴代最長となった。2016年36・37合併号をもって4年9ヵ月の連載に幕を閉じた。2018年4月時点でコミックス累計発行部数は1200万部を突破している。

## あらすじ
10年前、一条楽は一人の少女と出会う。短い時間だったが、2人の間には幼いながらも愛情が芽生えていた。そして少女との別れの時、彼女は「ザクシャ イン ラブ Zawsze in love」（「愛を永遠に」、Zawsze はポーランド語）の言葉と共に楽に錠を渡し、「いつか私たちが大きくなって再会したらこの『鍵』でその中の物を取り出すから、そしたら──結婚しよう」と約束する。
錠が開かないまま時が過ぎて10年後、高校生になった楽は転校生の少女・桐崎千棘と出会う。最悪な出会いの後、親のいいつけで「千棘と3年間、偽の恋人同士になってもらう」ことになり、驚愕する楽。こうして2人の「ニセコイ」生活が始まった。しかし千棘との付き合いの中で「もしかしたら、彼女が『約束の女の子』なのでは?」と感じるようになるのだが、楽のクラスメート・小野寺小咲もかつて知り合った少年との間に「約束の鍵」を持っており、彼女にとっての「約束の男の子＝楽」かもしれないと感じるようになる。途中からは、鍵を持つ三人目の少女・橘万里花が、さらにこれまでの三人と同じく鍵を持つ、楽の幼なじみ・奏倉羽も登場する。さらに2年生に進級すると、小咲の妹である春、鶫の旧友ポーラなどが加わる。

## 登場人物
声優は、アニメ版 / VOMIC版の順。1人しか記載されていない場合はアニメ版の声優とする。俳優は実写映画版でのキャスト。

### 主要人物
以下の6人と集、るりの8人は全員凡矢理高校1年C組→2年（羽は途中から担任に赴任）に所属。
一条 楽（いちじょう らく）
声 - 内山昂輝（少年時代 - 関根明良） / 松岡禎丞
演 - 中島健人
誕生日：12月20日（ジャンプフェスタ2016にて公開） / 血液型：A型 / 身長：168cm→172cm / 体重：56kg→58kg
本作品の主人公。紺色の髪に十字のバレッタ（髪留め）を着け、右こめかみに傷がある。
地元でも有名なヤクザの元締め「集英組」組長の一人息子で、組員たちからは「坊っちゃん」と呼ばれている。家柄上、"男たる者かくあるべし"の精神で育てられた。
真面目で面倒見が良く、困った人を放っておけない行動派。気が利いたことをできるが、神経質な面もあり、周りからは「細かい」と言われてしまうこともある。大の動物好きだが、楽のつける名前が酷いうえに硝煙の匂いがついているため、1度しか懐かれたことがない。
集英組とビーハイブとの諍いを鎮めるため、ビーハイブのボスの娘・桐崎千棘と形式上は許嫁となり、恋人役を演じる。当初は千棘と性格が合わず、千棘から「もやし」と呼ばれことあるごとに喧嘩していたが、トラブルを乗り切った経験や過去の境遇から徐々に共感し合い、互いに本人から促されて下の名前で呼ぶようになる。以降は千棘を何かと気にかけるようになり、千棘に好きな人がいると分かった時にはかなり動揺するようになる。
将来の夢は一流大学を出て公務員になること。そのために勉強に励んでいるが、自分や組員の食事作りに忙しく、成績は平均より高い程度（7巻第56話時点で学年207人中63位）にとどまっている。平和主義者でガタイも良くないため喧嘩は弱く、ヤクザには向いていないと自覚している。一方で料理の腕前は小咲の母（和菓子職人）から認められる水準。射的、金魚すくいなどの腕前もかなりのものであり、屋台に関しては無敵だと思っている。
千棘・小咲・鶫・春から好意を抱かれているが、そのことに気付いていない。また、偶然知り合った「ノンビ〜リ国王女」マルーシャからも好意を抱かれる。普段から女性に囲まれているため、集を除く他の男子生徒からは嫉妬される。
行事に多く参加しており、千棘、小咲、鶫、万里花、集、るりの7人、2年進級後は春、ポーラ、風ちゃんも加え行動している。1年の夏休みで小咲とメールアドレスを交換し、それ以降いつも行動しているメンバーと電話番号・メールアドレスの交換をする。着メロは演歌。
幼いころ、「天駒高原」にて両思いになった「約束の女の子」と「ザクシャ・イン・ラブ（愛を永遠に）」「大人になって再会したら、鍵でペンダントの中身を取り出して、結婚しよう」という言葉を交わして結婚を約束し、その女の子との再会を望む。「約束の女の子」からもらった、彼女が持つ対になっている鍵で開くようになっている、鍵穴があるロケット型のペンダントを肌身離さず所有し、大切にしている。中学生になってからクラスメイトの小咲と両想いになるが、互いに「相手も自分が好きなわけない」と思い込み、関係が発展しないまま同じ高校に進む。しかし「約束の女の子」の名前や、一緒に入れたペンダントの中身は思い出せず、彼女への意識は薄らぎつつある。
物語終盤では、行方不明になっていた千棘のいる天駒高原に向かう。その最中、楽と一緒に千棘を探しに来ていた小咲から思いがけない愛の告白を受け、自分も小咲が好きだったことを告げるが、小咲から「今は別に好きな人がいるんだよね」と問われ肯定し、小咲を振る。小咲から託された鍵で自身のペンダントを開いたことで10年前の記憶と「約束の女の子」が小咲であったことを思い出すが、決意が揺らぐことはなく、その後山頂で再会した千棘に先に告白され、自分も告白を返す形となる。千棘と両思いになった後に、遅れて山頂にやって来た小咲、千棘と三人で楽のペンダントと小咲の鍵を、楽と小咲が結婚の約束をした場所で土に埋める。
高校卒業後は大学に進学する。その数年後、市役所職員になった上に「集英組」の二代目を次ぎ、街を表と裏から守ることを決意する。海外でファッションデザイナーとして大成功を収めて、楽との結婚準備のために日本へ帰ってきた千棘と、想い出の天駒高原山頂で再会する。楽と千棘は新しく二人で作ったペンダントと鍵を取り出し「ザクシャ・イン・ラブ」と永遠の愛を誓い合う。
最終巻のおまけ漫画では、千棘と結婚した後、長男・佰の父親となっているようである。
読切版では千棘とは幼馴染という設定。また本編以上の優等生（テストは全教科満点）だが、見栄っ張りで自信過剰。本編ほど恋愛に興味を示さず、クリスマスを嫌う。
人気投票では、1回目は6位、2回目では7位、3回目は11位。
桐崎 千棘（きりさき ちとげ）
声 - 東山奈央 / 戸松遥
演 - 中条あやみ
誕生日：6月7日 / 血液型：B型 / 身長：160cm→162cm / 体重：46kg
本作品のヒロインおよびもう一人の主人公。金髪ロングで碧眼、赤いリボンを付けている。また、制服を着ている時はニーソックスを履いている。美人でスタイルも良く、春によると「モデルみたい」。アメリカからの転校生で「凡矢理七英雄」の一人。
ギャング「ビーハイブ」のボスの娘で、日本人とアメリカ人のハーフ女性である。ビーハイブの構成員たちからは「お嬢」と呼ばれ、大切にされている。
大雑把で男勝り、短気で暴力癖がある。楽や万里花に対してはすぐに怒ることが多いが、本当は人当たりが良く誰とでも仲良くなれる優しい性格。
小さいころに書いた日記帳に挟まっていた鍵を持っており、「ザクシャ イン ラブ（愛を永遠に）」の単語と過去に少年と約束をしていたのを思い出すが、約束の内容や少年の名前・顔は忘れている。もともとアメリカで暮らしていたが、普通の友達は少なかった（主な原因はクロードの過剰な行動によるもの）。母親とは仕事の関係で、一緒に過ごした時間は少ない。アメリカの名門中学を首席で卒業後、日本に移住する。
ビーハイブと集英組との抗争を鎮めるために楽と恋人を演じる。当初は楽のことを「もやし」と呼ぶが、林間学校で楽に助けられてからは下の名前で呼ぶようになり、楽を異性として意識し始める。当初は否定しがちだったが、文化祭を境に楽への想いを認めて態度も丸くなり、楽を信頼するようになる。さりげなくアプローチをかけることもあるが、上手くいかないと不本意に殴ってしまうこともあり苦悩する。後に自分には好きな人がいる旨を楽に伝える。
万里花とは楽を巡っての10年前からの恋敵同士で、普段は喧嘩ばかりしているが、一緒に行事に参加したりするなど一定の節度は保つ。
運動神経抜群で、視力は10.0。アメリカに住んでいたため現代国語は比較的苦手だが学力も非常に高く（7巻第56話時点で学年207人中5位）、特に数学が得意。メイクや裁縫も上手にできるが、その反面料理は壊滅的に下手で、毎回丸焦げにしてしまう。片付けも苦手で、部屋はいつも散らかっている。暗所恐怖症・閉所恐怖症で雷にも弱い。アメリカにいたころおよび凡矢理高校転入直後は自らの境遇もあり友人を作るのが苦手であったが、楽の協力もあり克服した。
好きな食べ物はラーメンで、よく楽に奢らせている。嫌いな食べ物はどら焼き。痩身ながら大食いで、小咲からはなぜ体型を維持できるのか不思議がられている。
物語終盤では、小咲が「一条くんが好き」と眠っている楽だけの前で密かに告白したのを偶然聞き、楽と集との会話で、楽が小咲のことが好きという会話を立ち聞きした偶然が重なったことでショックを受けてしまい、逃避からいきなり楽たちに言伝もなく、高校を休学しアメリカに帰る。華の紹介で楽の母と面会したことで約束の地「天駒高原」に向かい、山頂にある大きな岩に刻まれた相合傘を見て、10年前に楽と約束を交わした相手は小咲であり自分は物陰から見ていただけだったことを思い出す。絶望に陥いりその場で泣きじゃくるが、アメリカで治療を受けているはずの万里花と再会し叱咤される。そして、小咲を振ったばかりの楽に告白し、天駒高原山頂で結ばれる。
その後、華の知り合いのデザイナーと世界中を回るため高校を中退し、アメリカへと渡る。その数年後、世界的ファッションデザイナーとして成功し、半年ぶりに楽と天駒高原山頂で再会する。楽とは新しい鍵とペンダントを作っており、天駒高原山頂で二人で鍵とペンダントを交わしながら、「ザクシャ・イン・ラブ」という言葉と共に永遠の愛を誓い合う。
最終巻のおまけ漫画では、楽と結婚した後、一条姓に改姓し、長男・佰の母親となっているようである。
読切版ではリボンを着用せず、日本育ちで楽の幼馴染。同級生や教師の評判も良く、学園生活にも困っていない。本編と同じく楽とは仲が悪いが、嫌っているわけではなく、積極的に接する。
人気投票では1回目が2位で、2回目は3位。3回目では1位となった。
小野寺 小咲（おのでら こさき）
声 - 花澤香菜 / 金元寿子
演 - 池間夏海
誕生日：6月15日 / 血液型：O型 / 身長：157cm / 体重：43kg
楽のクラスメイトで「凡矢理七英雄」の一人。ダブルヒロインの一人。
濃い目の茶髪で左側のサイドの髪が長い、アシンメトリーな髪型が特徴。実家は和菓子屋「おのでら」を経営している。
おっとりとした性格で心根が優しく、他人を気遣う優しさを持つが、病気になっても自分の部屋を掃除するなど、しっかりしている一面が度を越している部分がある。
幼いころに想い出の少年から鍵をもらう。男の子が楽と同じロケット型のペンダントをしていることは覚えているが、ペンダントのロケットの中身や少年の名前・顔は忘れている。現在は中学生のころから長年楽に片思いをしている。「約束の男の子が一条くんだったらだったらいいのに」と、楽の前で告白に近い想いを告げている。部屋には楽の写真を入れた写真立てがある。
楽・集・るりとは同じ中学の出身。中学のころから楽に好意を寄せ、実は両思い。勇気を出して何度か告白しようとしたりするものの、告白直前で目の前にボールが飛んできたり、楽が寝ていたりなどなかなか上手くいかない。また、ほとんど告白に近い発言も楽の前で何度かしているものの、楽の鈍さもあって関係が発展しないままでいる。
学校の成績は平均より少し上程度（7巻第56話時点で学年207人中88位）だが、中学時代は成績が悪く、最初は自分の成績に合った女子校志望であった。しかし、楽が凡矢理高校を志望していることを知り、凡矢理受験を決意。無我夢中で勉強をして、補欠合格した。料理は非常に下手だが、しかし変則的に非常においしい料理を作ることができる。盛り付けや菓子類の飾りつけに関しては一流で、和菓子の味見を任せられている。造形物を作るのが得意で、海に遊びに行った際には、立派な砂の城を作る。当初は泳げなかったが、楽と千棘のおかげでビート板があれば泳げるようになる。
容姿と性格から学校での男子の人気は高い。クラスの女子から「寺（でら）ちゃん」と呼ばれることもある。動物から異様に懐かれやすい体質。クラスでは委員も務める。
嫌いな食べ物はこんにゃく。
楽に対して誤解を持つと目が虚ろになり、落ち込んで言動がおかしくなったり、楽に対し素直に話かけられなくなることがある（誤解だと分かった時は舞い上がる）。トランプでババ抜きなどをすると顔に出やすく、すぐバレる。
物語終盤、実は10年前に天駒高原の山頂で楽と「ザクシャ・イン・ラブ」と永遠の愛を誓いあい、結婚の約束を交わした約束の女の子本人であったことが判明する。楽に10年前に告白され、自身も楽のことが好きだと告白し両思いになる。その後、結婚の約束を交わした後に山頂にある大きな岩に誓いの印として、楽と一緒に相合傘を彫っている。約束を交わした相手が楽であったことは、終盤に千棘を探しに訪れた天駒高原で、10年前に楽たちと夏を過ごした屋敷の中で思い出す。
楽の態度から自分の告白は実らないと悟りつつもこれまでの自分の想いに決着をつけるため、楽に告白した。楽に「俺もずっと好きだった」と告げられるが、直後に「でも今は別に好きな人がいるんだよね」と楽に聞き返し、肯定され振られる。楽に振られたのと同時に「自分はもうこの鍵を所有するにふさわしくない」「ペンダントに何が入ってるかまでは思い出せないけど、開けるかどうかは一条くんに任せる」という言葉と共に、これまで肌身離さず大切に所持していた鍵を託し、楽が探している千棘の元へ向かうよう告げる。その後楽と千棘が結ばれた山頂で二人と再会し、小咲を見て複雑そうな顔をしている千棘を何も言わずに抱きしめる。そして、楽のペンダントと自身の鍵は、楽と千棘の三人で土に埋めることに決め、10年前に楽と結婚の約束をした想い出の場所に、楽によって土に埋められる。
高校を卒業して数年後、パティシエとなり、楽と千棘の結婚式で使用するウェディングケーキを作成していた。成長後の顔は半分しか描かれていなかったが、後ろ姿は描かれており、これまでの肩までの長さのボブカットがショートカットになっている模様（左サイドの長い髪はそのまま）、最終巻のおまけ漫画では、最終回の後日談として楽と千棘が結婚した後、楽とは別の男性と結婚して弥柳姓に改姓し、長女・紗咲の母親となっているようである。
人気投票では第1回、第2回とも1位。第3回では2位となった。
鶫 誠士郎（つぐみ せいしろう）
声 - 小松未可子
演 - 青野楓
誕生日：7月30日（千棘と初めて会った日で、千棘が決めた） / 血液型：AB型 / 身長：162cm→165cm / 体重：48kg
ビーハイブの構成員で楽のクラスメイト。「凡矢理七英雄」の一人で、原作2巻第14話、アニメ版第6話のラストから登場。
当初は一部を除き、千棘に付き従う少年と思われていたが、実は女性で恥ずかしがり屋に加えてかなりの泣き虫でもある。クロードには終盤まで女性だと気付かれなかった。
紺色のショートヘアで右目下に泣きボクロがある。千棘の女の子らしくという提案により髪には大きなリボンをつけている。学校では動きやすさの観点から他の生徒とは異なるブレザー系の制服を着ている。落ち着かず恥ずかしいため、普段から女物の服を着ない。実はクラスでも屈指の巨乳で最低でもバストはE以上（なおも成長中）だが、本人はこの体が気に入っていない。
幼少期にクロードが男と思い込んで拾い、所有物から日本人と分かったため、日本の辞典をもとに「誠士郎」と名付けた。その後、誠士郎を女の子だと知った千棘が、「鶫」という名字を付けた。千棘とは幼少期からの付き合いで「お嬢」と呼ぶ。ビーハイブ内で英才教育を受け、トップのヒットマンとして「黒虎（ブラックタイガー）」の通り名を持った。楽の持つペンダントと直接的な接点はない。
クロードの命により2人を別れさせようとして失敗し、女性であることが明るみに出る。それ以降も楽を敵視していたが、楽の優しさや気遣いに触れ、次第に好意を寄せるようになる。そして、楽と千棘の本当の関係は23巻第204話でクロードの命令により楽と千棘のデートを隠れて監視している際に楽と千棘が恋人のフリをしていることが互いの身内にバレないという旨の会話をしていたことにより、監視を中断して2人に説明を求めて知る。その一方で妄想癖があり、たびたび自分と楽のことを頭に浮かべては顔を真っ赤にする。
クロードからビーハイブの備品の管理を任されることがあるが、毎回碌な目に遭わない。ポーラからは慕われている。楽や、普段から迷惑に感じている集・万里花をフルネームで呼び威圧的な態度で接しているが、小咲・るりに対しては「様」付けで呼び敬語で接する。
料理もうまく楽からも味を認められている。かなりの動物好き。怖い話は苦手。日頃から銃器を持ち、照れ隠しなどで発砲することがある。ベレッタM92などの拳銃を常に携帯する。また、楽との決闘の際にRPG-7・M249・レミントンM870など大型の銃器類を使用した。成績は千棘と同じくらい（7巻第56話時点で学年207人中6位）良く、勉強を教えるのも得意。
小説版では、アメリカ時代が少し描かれている。
千棘が楽と結ばれた後、彼女の付き添いとして高校を中退し、最終回ではロングヘアになっており、千棘専属のモデルとなる。
人気投票では1回目が3位で、2回目が5位。3回目は3位に上がった。
橘 万里花（たちばな まりか）
声 - 阿澄佳奈
演 - 島崎遥香
誕生日：3月3日 / 血液型：O型 / 身長：151cm→152cm / 体重：41kg
楽の許嫁でクラスメイト。「凡矢理七英雄」の一人。警視総監の娘。千棘・小咲同様に鍵を持つ三人目の少女。原作4巻第32話、アニメ版第14話から登場。
サイドやバックは短く襟足が長いため、一見ショートヘアにも見える栗色のロングヘアで、花の形の髪飾りを付けている。学校では他の女子生徒の制服とは異なるセーラー服を着用している。幼少期から病弱であり、貧血の薬を服用している。
楽のことを「楽様」と呼び、好意を寄せている。日頃から楽に対して積極的で人目を気にせず積極的にアプローチをするが、立場が逆転すると狼狽する。普段は「私（わたくし）は〜ですわ」といったお嬢様風の口調だが、感情が高ぶると博多弁が出る。楽のことしか考えないせいか、空気の読めない（読まない）面が多い。楽は本人の容姿については良い方に評価するが、万里花の積極的なアプローチには面倒くさがる。
父親から過保護に育てられた。幼いころに山の療養所で楽と共に過ごしたことがある。中学時代は女子校で、御影らクラスメイトから酷いいじめを受けたが、御影たちを制裁し裏で学校を牛耳る存在になった（九州時代の話は小説版で描かれる）。その後、楽のクラスに転入する。高校に入ってからは、父から社会勉強を勧められ（楽との結婚資金を貯めることを兼ねて）、ファミレスでアルバイトを始める。客からはアイドル的存在として扱われ、店長からも高く評価される。
楽と千棘の本当の関係を現在も知らされていない。千棘とは10年前から楽の婚約者の座を巡る因縁の間柄だが、以外の人物には普通に接する。集同様に周囲の反応を面白がって行動する一面を持つ。
楽の妻となるための花嫁修業に邁進し、料理の腕前は楽ですら感嘆する。一方、頭が悪いわけではないがやりたい努力しかやらない性格なため、成績は7巻第56話時点で学年207人中185位と著しく悪い。しかし、169話時点では回想で羽から楽と同じ大学に行くために必要な学力を知ったことで、猛勉強して格段に学力を上げていた。
病弱で運動神経も極めて鈍く、学年で最低レベルの運動音痴だが、運動勝負で自分が負けることは全く想定しない。一方でスタイルは抜群で、バストはEはあるらしいが、鶫には及ばない。
「楽様」という名のオウム（声 - 小林ゆう）を飼っており、自分と楽のイチャついている様子を教えている。
自分の恥ずかしい秘密を知る羽を「天敵」として敵意を向け、彼女を毛嫌いする。
千棘と楽が偽物の恋人で、楽の本当の意中の人が小咲だということに実は気付くが、22巻で千棘との好意に気づき、絶望に立たされた千棘に「本当に本気で好いとっとならそいをなかった事にするんやなか（本当に本気で好きならそれをなかったことにするんじゃない）」と叱咤したことで、楽が千棘との告白を果たすきっかけを作る。
人気投票では1回目が4位、2回目が2位、3回目が4位。なお、1回目と2回目では大量投票する人がいたことが言及されているが、楽が高校を卒業して数年後にあたる最終回では同人物とお見合いをすることが示唆されていたり、劇場版の実写映画にもエキストラ出演していたりすることで話題となった。また、髪は10年前と同じく、ショートカットに髪を切っている。
小野寺 春（おのでら はる）
声 - 佐倉綾音
誕生日：3月21日 / 血液型：A型 / 身長：152cm
小咲の妹で、原作9巻第75話、アニメ版2期第5話から登場。楽　たちより一つ下の学年。中学校時代は弓道部に所属している。最終回の後日談では紗咲の叔母になる。
姉とそっくりな顔立ちで、アシンメトリーに長い黒髪を紫色のシュシュで束ねてサイドポニーにしている。
姉の小咲とは違い気の強い性格だが、基本は生真面目で、日常的にありえない事柄をみたら動揺もする。楽に対しては乱暴で、周りのデマを信じるなど思い込みが激しいが、それでも敬語を使い先輩として見ている。全寮制の女子校に通っていたため、男が苦手。るりとは高校入学前から面識がある模様。
楽たちの進級とともに凡矢理高校に入学してくる。入学初日に不良に絡まれているところを楽に助けられ、その時に楽が落としたペンダントを助けてくれた「王子様」の物と勘違いして所持していたが、後に預けるという形で楽に返している。その「王子様」に恋をしているが、何の気なく親切にしている楽が「王子様」ではないのかと疑うこともある。
姉である小咲を非常に慕っており（10巻からの登場人物紹介ではシスコンと明言されている）、楽の根も葉も無い黒い噂やハプニングが切っ掛けで楽に対し強い警戒心を抱き、理不尽かつ過剰なまでに敵視している。一方で和菓子や和装が好みであるなど楽とは趣味嗜好が似通っており、楽の普段着や文化祭での和装にはときめいていた他、楽に和菓子で釣られることもしばしば。
非常に方向音痴で何度も楽に迷惑をかけているが本人に自覚はない。バレンタインの前日（8巻第67話、この時は声のみの登場）に小咲にガトーショコラの作り方を電話で教えるなど、小咲と違い料理は普通にできる。アニメでは出番がカットされたため、小咲が一人で作ったことになっている。
小咲と楽が両思いであることを見抜いているが、それゆえに千棘と付き合っていることに対して納得していない。しかし12巻第107話の夏祭りで集とるりの会話から楽と千棘の関係を知る。その後の楽とのいくつかのやり取りを経て、楽が「王子様」であり、彼が好きだという自分の本当の気持ちに気付く。しかし、姉と両想いであることも知っているために自ら身を引こうとするものの、何かとタイミングが悪く上手くいかず、23巻203話にして楽に本当の気持ちと嘘の気持ちを伝え、自分の恋にケリをつけ、再び小咲と楽の恋の応援役になる。その後、髪を切り自分の進路を決める。楽が高校を卒業して数年後に有名和菓子屋の修業を経て、「おのでら」の店長に就任する。
人気投票では2回目から登場し6位。3回目は第5位。
奏倉 羽（かなくら ユイ）
声 - 堀江由衣
誕生日：1月8日 / 血液型：AB型 / 身長：167cm
楽の幼馴染で「凡矢理七英雄」の一人。千棘・小咲・万里花同様に鍵を持つ四人目の女性。「羽」の読みは中国語の発音による。チャイニーズマフィア「叉焼会（チャーシューかい）」の首領（ドン）。原作14巻第118話から登場。
10年前にも千棘・小咲・鶫・万里花に会っており、約束について何か知っているらしい。さらに、今のままだと楽のペンダントが開かないことも知っている。過去にはビーハイブのアーデルトやクロード、警視総監である万里花の父とも面識がある。昔は集英組に居候していた。元々は多忙な両親を喜ばせるために勉強を頑張って飛び級し、結果的に楽や両親ともますます会えなくなってしまった。海外の大学を4年前に卒業して19歳ながら教員免許も取得。数年前に両親と死別して天涯孤独となる。父親がなるはずだった叉焼会の首領となり、楽に会うためにわずか2年で組織を統一した。長らく連絡がなかったが、楽が高校二年の夏休みの終わりころに叉焼会のボスとなって帰国、再び集英組に居候する。
日本に来た後に凡矢理高校に赴任し、キョーコ先生の寿退職で空席になっていた楽たちの担任に配属される。担当は英語。学校（本人によると「教師モード」）では眼鏡をしているが、日常生活では眼鏡をしていない。
楽にとっては姉のような存在で、楽からは「羽姉」、「姉ちゃん」と呼ばれる。両親と死別して天涯孤独の身となっている。そのため自分と姉弟に近い繋がりを持つ楽に好意を持つ。集英組とビーハイブの組員が互いに大人しくしていることから楽と千棘の偽の恋人関係を見抜き、千棘に宣戦布告する。また、当初は楽に対して幼なじみとしての感情の方が目立つが、過労により倒れた際に楽に看病してもらって以降は本格的に楽を異性として意識しているような描写が増える。楽が自分にとって一番大切な人をちゃんと決めたら、その時に知っていることを全て教えることにしている。
餃子「だけ」は多種多様に作れるが、他の料理は作るとなぜか無味無臭になる。16巻の第135話で退職した音楽教師の後任が見つかるまで、代理で音楽も担当するが、歌唱力が極端に低く、軽く歌っただけで周囲に甚大な被害をもたらす。大人としては少々欠けている部分があり、楽と一緒に風呂に入ろうとするところは子供のころとは変わっていない。寝相も悪く、寝ぼけて楽の布団に入る癖があり、直そうとはしていない模様。しかし夜（イエ）によるとそんなものないと言われる。
20巻で楽に告白して振られてしまいその後、集英組から出て一人暮らしを始めた。楽が高校を卒業して数年後、楽とは別の男性と結婚し、妊娠している。
第3回目の投票から参加で第7位。

### 凡矢理高校 （凡高）

#### 楽の同学年
舞子 集（まいこ しゅう）
声 - 梶裕貴 / 神原大地
演 - 岸優太（King & Prince）
誕生日：8月29日 / 血液型：O型 / 身長：170cm→174cm
楽の親友で眼鏡を掛けた男子。楽・小咲・るりとは同じ中学出身。楽とは幼稚園時代からの付き合い。
楽と千棘のニセコイ関係を知っている数少ない人物のひとりで、日頃からセクハラ的な発言をしているいわゆる変態キャラ。モテている楽に対しては他の男子生徒（たいてい修羅場になる）とは違い、嫉妬するどころか逆に面白がっている。
洞察力が鋭く、楽とは対称的に恋愛関係に関しては非常に目ざとい。また、女好きな言動を発言している一方で自身がモテないことも自覚しているようで、楽と同様に自身に関する色恋沙汰には非常に鈍感。幅広い人脈を持つうえ、悪巧みに関してはクラス内で定評がある。
成績は良く、テストでは7巻第56話時点で学年207人中22位。ゲームでは、運動神経も良い設定が加わる。
その言動から、しばしばるりの制裁を受けている。楽と小咲が両思いだと知っているが、るりとは違い余計な手助けは不要と考えている。実は凡矢理高校に入学した当初から担任のキョーコ先生に好意を持っていたが、キョーコ先生の結婚による寿退職によりその想いは実らなかった。当初はその想いを伝えないつもりでいたが、鶫のアドバイスを受けた楽の後押しにより、別れ際に自身の想いをキョーコ先生に伝えた。
主に突っ込まれる役回りであるが、稀に他人にツッコミを入れることもあり、るりの曽祖父と会った際には、るりと曽祖父が笑っている姿を写真に撮り、曽祖父の葬式に向かうるりに渡すなど粋な計らいを見せることもある。
高校を卒業して数年後に学校の教師となり、将来の結婚を視野にるりと同棲している。
人気投票は第1回目は第7位、第2回目は第11位になっている。
母親は幼少期に入院していたが、現在の状況は不明。
宮本 るり（みやもと るり）
声 - 内山夕実
演 - 河村花
誕生日：12月24日 / 血液型：A型 / 身長：140cm
小咲の中学からの親友で小柄な少女。水泳部に所属。原作1巻第5話、アニメ版第3話から登場。
赤茶っぽい長髪をポニーテールにしており、眼鏡をかけている。楽・小咲・集とは同じ中学の出身。
普段は冷めた性格で、男っ気も全くないほどさばさばしているが友達思いな一面があり、楽の女子との付き合いがおかしいと思ったときには、小咲によく同情している。人付き合いが悪いわけではなく、色々な行事に小咲や楽たちと参加している。非常に短気で極度の暴力癖があり、たびたびセクハラ発言をする集に制裁を加える。楽と小咲も何度か殴られている。千棘同様、大食い。
成績は集と同じくらい（7巻第56話時点で学年207人中23位）良く、小咲の高校受験勉強を手助けした。また、中学三年時点で志望大学を決めており、14巻で明かされる。水泳でいくつもの賞を取り、名門校からの誘いも来るなど運動能力も高く、2年時には個人の自由形で全国大会出場を決めている。視力は極端に悪く、眼鏡がない状態だと人やモノの判別や集への暴力以外の行動が困難になる。
初期のころはモブに近い存在で名前も発覚しなかったが、途中から準レギュラーに昇格し、小咲のサポート役になる。なお、初セリフは1巻第6話目である。当初は楽と千棘がニセコイ関係をしている理由までは知らなかった。小咲と楽が両思いだと知っており、2人をくっつけるためにたびたび強引な手段に出ることもある。集に対してはその軽い言動を嫌っており邪険に扱うことが多いが、曽祖父の吉三（後述）とのやり取り以降、少し見直すようになる。また、他の女の子に目移りしていたり、仲を冷やかされたりすると何か引っ掛かるものを感じるようになる。のちに、集のことを好きであると自覚する。またそれ以降、集に対する扱いが丸くなる。
読書家らしく、よく本を読んでいる描写がある。翻訳家を夢見ていたが、高校を卒業して数年後にそれが果たすこととなる。将来結婚を視野に集と同棲している。
人気投票では第1回は第5位、第2回では第4位、3回目は第6位。
鮴沢 大毅（ごりざわ だいき）
声 - 矢野正明
演 - 加藤諒
男子生徒。
楽の友人。名前の通りゴリラのような風貌で、「ゴリ沢」とも呼ばれる。千棘に憧れている。席替えの際に一時千棘の前席になる。
山田 順平（やまだ じゅんぺい）
男子生徒。
鮴沢同様、千棘に憧れる。席替えの際に一時千棘の左隣の席になる。アニメでは文化祭の時にカナヅチでセット（または小道具）を作り、劇のバックダンサーとして白鳥の衣装でバレエを踊る。映画研究部所属。
安達（あだち）
お化け役をしていた黒髪の女子生徒。愛称は「安達ちゃん（あだっちゃん）」。
佐多 香央里（さた かおり）
手芸部所属で、将来の夢は雑貨屋さん。
十川 沙月（とがわ さつき）
剣道部所属で、趣味はあらゆるダイエットを試すこと。
柿谷 寧々子（かきたに ねねこ）
パソコン部所属。噂話が好きで、集にシンパシーを感じているらしい。
鈴木 美優（すずき みゆ）
園芸部所属。大人びた性格で、クラスのお姉さん的存在。
岩下 由香（いわした ゆか）
テニス部所属。元気な性格で、友達にあだ名をつけるのが趣味。
鈴屋 透（すずや とおる）
学校内で高い人気を持つ男子生徒。誠士郎に告白して断られる。サッカー部に所属。アニメ未登場。

#### 楽の後輩
ポーラ・マッコイ
声 - 沼倉愛美
誕生日：5月5日 / 血液型：B型 / 身長：147cm
ビーハイブの構成員で、「白牙（ホワイトファング）」の異名を持つヒットマン。アメリカ人の少女。
銀髪にヘアバンドが特徴。楽より年下だが、彼を「坊や」呼ばわりして見下す。一方で楽からもその子供染みた言動などから子ども扱いされている。夏でも常に赤くて長いマフラーを巻いている。カナヅチで、身体能力と実力に反して運動神経にムラがある。
プライドが高く、子供染みた性格。一方で欠点を指摘されて直そうする努力家でもある。貧乳であることを気にしており、鶫に指摘されたことが後述の対抗意識につながった。好物はお菓子や甘い物。日頃から武器をマントの裏に大量に持ち、学校でも平然と机の上に手榴弾を出す。
鶫と同じく孤児で、アメリカでビーハイブに拾われた。ヒットマンの中でもトップの実力の持ち主だったが、高慢な性格ゆえに仲間内でもやや孤立気味だった。
小説版では、アメリカ時代が描かれた。
鶫には強い対抗意識と憧れを持つ。鶫が自分に何も言わずに日本へ向かったことや高熱で倒れた際には泣きじゃくる。また鶫と異なり、楽と再会してからはアドバイスを素直に聞く。10巻第81話、アニメ版2期第9話まで千棘との面識は無い。
初登場は原作7巻第54話。後に溜まった休暇を使い、身分を偽って凡矢理高校に入学（原作9巻第75話）し、準レギュラーに昇格する。鶫の楽への想いには気付いており、鶫を楽とくっつけようと画策する。春のクラスメートで、当初は春に対して冷たく接するが、少しずつ心を開くようになる。また、春以外のクラスメートとも比較的良好な交流を築いている模様。日本在住の間は鶫の家に居候する。ビーハイブが日本に留まったこともあり、数年後に大学院に進学する。
人気投票では第2回からで第9位、第3回は10位以下となっている。
彩風 涼（あやかじ すず）
声 - 小岩井ことり
誕生日：12月3日 / 血液型：B型 / 身長：155cm
春の友人かつクラスメイト。原作9巻第75話、アニメ版2期第7話から登場する。春や周囲からは「風（フウ）ちゃん」と呼ばれる。春同様中学校時代は弓道部に所属。
セミロングで左側に三つ編みをしている。
落ちついており、春が諸事情で約束をすっぽかしても怒らない穏やかな性格である。また、春や小咲たちとよく行事に参加する。よく春の相談に乗り、楽を敵視している春の思い込みの激しさを指摘するほか、春の楽に対する気持ちに気付く。春と楽をくっつけようと画策する節もある。また若干百合志向な面がある。後輩の星原 律（ほしはら りつ）とは仲が悪い。
プロカメラマンの父親の影響でカメラ撮影が趣味。
楽が高校を卒業して数年後、プロの雑誌記者になる。
喜喜 美々子（きき みみこ）
新聞部1年。ショートヘアの茶髪に丸眼鏡をかけている女子生徒。ジャンプのアニメ特集の解説役。本編にはまずモブキャラクターとして登場し、原作15巻でゲスト出演する。
好きな物は、人の恋バナとカラフルなメモ帳。趣味はシャーペンの収集。楽たちの関係を知っており、人物相関図を独自に作成するほど。最近の悩みはデジカメの調子が悪いこと。

#### 教師
日原 教子（にちはら きょうこ）
声 - 生天目仁美
演 - 松本まりか
身長：169cm
1年C組の担任。担当科目は英語。通称「キョーコ先生（ちゃん）」。舞子集の好きな人。年齢は20代後半。
眼鏡を掛けた短髪の女性。教師らしからぬ大雑把かつ適当な性格。楽たちが2年に進級した少し後、結婚に伴い寿退職する。最終回の楽が高校を卒業して数年後では2人の子の母親になる。
福田 任次郎（ふくだ にんじろう）
2年C組の副担任。105話から登場。キョーコ先生のときから副担任で、キョーコ先生が寿退職してから羽が赴任するまで担任代行を務める。
面倒くさそうなことは全て後回しにする。女子には優しいが、女性にモテまくっている楽には厳しく、さらに楽がモテることを不思議に思っている。

### 楽の関係者
一条 一征（いちじょう いっせい）
声 - 緒方賢一 / 藤吉浩二
演 - 宅麻伸（友情出演）
身長：163cm
ヤクザ「集英組」の組長で楽の父。最終回の後日談では佰の父方の祖父となった。
千棘の父でビーハイブのボス・アーデルトとは旧知の仲で、楽に千棘との恋人役を命じる。また警視総監である万里花の父とも古い仲で、万里花と楽の結婚の約束を万里花の父としたがすっかり忘れている。
妻とは別居している。
楽ママ（本名不明）
本名と素顔は作中で明かされないが、夫と別居している。高校時代は華・菜々子・千花と同じ高校に通っており、同級生だった。最終回の後日談では佰の父方の祖母となる。
佐々木 竜之介（ささき りゅうのすけ）
声 - 檜山修之
演 - 丸山智己
集英組の若頭。楽には「竜」と呼ばれている。
将来の「二代目」として楽に期待をかけ献身的な世話をする。過剰な行動も多く、楽には学校生活に干渉しないで欲しいと思われている。楽と同等程度の料理の腕前の持ち主で、お粥の味を他の組員に絶賛される。
読切版では、名前のないキャラクターだった。
甘梨 剛士（あまなし たけし）
洋菓子店「SWEET SYUEI」を経営するパティシエ。集英組の元組員。
毎日楽の手伝いを借りながら夜遅くまで練習を積み重ねて洋菓子店を開いた努力家。容姿・口調は粗野だが、性格は穏やか。和菓子屋「おのでら」の向かいに店を立て、菜々子と火花を散らす。

### 千棘の関係者
アーデルト・桐崎・ウォグナー（アーデルト・きりさき・ウォグナー）
声 - 江原正士
演 - 団時朗
身長：192cm
ギャング「ビーハイブ」のボスであり、千棘の父。最終回の後日談では佰の母方の祖父となる。恐妻家。
物腰が柔らかく、風貌はギャングのボスには見えない。しかし、銃撃戦（劣勢）でも飄々と寛いで休む胆力と、ここ一番で見せる恐怖心のなさは、凄まじいものがある。怒りを露にするとクロードも震え上がる。キャラクターブックによれば喧嘩も強い。楽の父で集英組の組長・一征とは旧知の仲であり、集英組とビーハイブ、互いの二代目を恋人同士とすることで戦争を回避する計画を一征と立てる。
10年前に楽と会っていた少女が自分の娘を含めて二人いることを覚えている。千棘によると、楽に一目置いており、偽の恋人でなくとも娘との交際は容認している。
楽が高校を卒業して数年後にボスの座をクロードに譲り勇退した。
読切版では名前のないキャラクターだった。
桐崎 華（きりさき はな）
声 - 豊口めぐみ
千棘の母でアーデルトの妻。別名「マダムフラワー」。日本経済に大きな影響力を持つ多国籍企業「フラワーコーポレーション」の代表取締役にして10年先までスケジュールびっしりのビジネスパーソン。高校時代、楽ママ・菜々子・千花とは高校の元同級生。最終回の後日談では佰の母方の祖母となる。
若々しい外見。「何かをくわえてないと落ち着かない」という理由でタバコに似せたココアシガレットを常にくわえている。
モットーは「タイム・イズ・ノット・マネー」。家族に会うために帰省するクリスマス以外は年中無休で、睡眠・休憩時間も僅かである。部下の失敗に対するペナルティも厳しく、家族を含めビーハイブ内では非常に恐れられている。娘である千棘に対しては冷たくしていると誤解されているが、本当は娘の気持ちに鈍感で素直になれないだけで大切に思っている。
アーデルトとは、彼が訪日し銃撃戦を繰り広げていたところに、アルバイトでピザを届けて出会った。それ以降、アーデルトから何度もプロポーズされるが、その際に彼の骨を折ったこともあるなど若いころは娘同様に短気で乱暴だった模様。なお当時は苦学生であり、バイトを17個掛け持ちしながら暮らしていたらしい。その後、若くして千棘を出産した。やがて仕事が忙しくなり、千棘が物心つくころにはほとんど家を空けるようになる。楽が幼少期のころから彼を知っており、「坊や」と呼ぶ（楽には「華さん」と呼ばせる）。
千棘によると、夫同様に楽を認めており、2人が実際に交際することに賛成している。アーデルトとは家族として接する時は「アーデル」と呼び、怒った時は「アーデルト」と呼ぶ。
作者の古味によれば、モデルは『ブラック・ラグーン』の登場人物レヴィ（レヴェッカ・リー）で、声もレヴィの担当声優・豊口が当てている。
クロード・リングハルト
声 - 子安武人
演 - DAIGO
ビーハイブの大幹部の男。千棘が幼いころからのボディーガード。
眼鏡と銀髪が特徴。デザートイーグル（アニメでは銀色の中型拳銃）を持つ。
千棘に対して親・兄のような心情を抱き過保護に接するが、千棘がアメリカ時代に友達ができない元凶でもあったため、彼女から煙たがれている。また日本でも平然と拳銃を突きつける。
アメリカで鶫やポーラを養育した（三者面談では鶫の保護者代わりを務める）。特に鶫に対して普段は表に出さないが「自慢の息子」として深い愛情を注ぎ、千棘と結ばれることを願う。
楽を一方的に敵視する。当初から楽と千棘の関係を疑い尻尾を掴もうと監視し、鶫を差し向ける。一方、終盤まで鶫が女だと気付かないなど、鈍い一面も持つ。そして、天駒高原で鶫との激闘の末、敗北。それでもなお、千棘と鶫を結ばせようとするが、鶫に真実を突き付けられたことで楽との結婚を容認する。
楽の高校卒業から数年後には、アーデルトからボスの座を譲り受けており、ビーハイブの威信をかけ結婚式を成功させると誓う。
読切版では、名前のないキャラクターだった。また、楽と直接対決して殴り合いで敗れた。
ジェシカ・ミラルダ
ビーハイブの構成員。鶫・ポーラの先輩である巨乳の女性。回想シーン・おまけページのみに登場。

### 小咲の関係者
小野寺 菜々子（おのでら ななこ）
声 - 大原さやか
身長：173cm
小咲と春の母親。高校時代、楽ママ・華・千花と同じ高校に通っており、同級生だった。最終回の後日談では紗咲の祖母となった。
長身だが、顔立ちは娘たちとよく似ている。内気な小咲とは対照的に男勝りな強気な性格で仕事に厳しい。春と同じく短気で口の悪い面もある。夫婦で和菓子屋「おのでら」を経営している（夫は未登場）。
当初、楽に好印象を持っていなかったが、料理の腕を知って一転し、「ウチの婿に来い」と言う。
星原 律 （ほしはら りつ）
春と風ちゃんの範成女子中学校での後輩。元弓道部で、弓道部に入部した理由は「春の弓引く姿にハートを撃ち抜かれたから」。JC23巻にて春と風ちゃんの後輩として登場したことで、名前が判明。
風ちゃんとは犬猿の仲である。

### 万里花の関係者
橘 巌（たちばな げん）
声 - 立木文彦
身長：195cm
警視総監。万里花の父。
普段は標準語で話しているが、家族と話す時やふとした時に九州弁になる。楽の父・一征とは立場は違うが、互いの実力を認め合い、盃も交わした仲。その際に一征から顔に傷をつけられており、今でも彼を刑務所に送ることが夢。かなり威圧的な雰囲気を持つが、警官隊を娘の護衛につけるほどの過保護な一面を持つ。だが、婿養子であるために橘家内での地位は低い。かつて万里花が楽に会うために凡矢里高校へ転入しようとした際に妻を説得した。万里花が九州の実家に連れ戻された際には自身も千花に抗議をするも、ほとんど話を聞いてもらえないまま地下牢に投獄される。そこで楽と再会し、橘家の歴史がそう簡単に変えられないことや自分が今でも妻を愛していることを伝える。その後自力での脱出に成功し、万里花が式場を飛び出した後に妻の下へ現れ、万里花の本心を看破して万里花や自分自身を自由にするよう伝える。
橘 千花（たちばな ちか）
万里花の母親で橘家現当主。華以上に若々しい外見が特徴で、万里花とは双子でも通じるほどである。高校時代、楽ママ・華・菜々子と同じ高校に通っており、同級生だった。
常軌を逸するまでに徹底して自分本位な人物で、万里花のことも家督を継がせるための道具としか見ず、親としての愛情は示さない。さらに自らに逆らったとして夫を投獄し、病気が悪化した万里花を本田を利用して実家に連れ戻させるほどの冷酷な性格で、万里花を連れ戻すために屋敷の隠し通路からやって来た楽を一言で黙らせ、楽たちを投獄させた。
夫曰く、かつては自身も家のしきたりに反発して自ら選んだ高校に通った時期があったらしいが、すぐに連れ戻されて今に至るとのこと。そのため、同じように反発する万里花に対しては愛情よりも憎悪に近い感情を向けている。
万里花の結婚式では乱入してきた楽を拒絶するよう万里花に告げるも、万里花から拒否されたことや本田にも離反されたことで動揺するも、夫から万里花の凡矢里行きを認めたのは自身の中に高校時代の思い出が残っていたからではないかと本心を看破され、自ら御家断絶を決めて漸く万里花のことを認め、自分なりの言い方で好きにするよう万里花に伝える。
人気投票の三回目では、僅か数回の登場にもかかわらず8位。
本田 曜子（ほんだ ようこ） / 忍（しのぶ）
声 - 大地葉
演 - GENKING
身長：176cm
女性警察官で万里花の付き人。4巻第33話から登場。
常にスーツを着用し、黒髪で左目を隠している長身の女性。実は巨乳。無表情で口数は少なめ。万里花の護衛の警官隊を指揮していたが、本人は「護衛」でなく「監視」だと述べる。それは万里花の体の調子を文字通り「監視」する役目。当初は万里花に対して私情を挟んだことはないと語るが、自身は万里花個人に忠誠を誓っているためほとんど私情で行動し、幼少のころより努力を続けている万里花を密かに応援していた。
その正体は橘家付き「隠衛（かくれこのえ）」（後述）を務める一族の人間で、万里花を監視していたのも万里花の母で橘家当主である千花の依頼だったからである。万里花の結婚式では万里花を捕らえようとする隠衛衆を前に遂に千花を裏切り、鶫と共闘した。騒動後は万里花の治療にも同行した。最終回では、万里花に6人のお見合い相手を紹介する。
相葉 右助（あいば みぎすけ）
声 - 櫻井孝宏
警察機動隊第一部隊隊長。黒髪の左側をオールバックにした青年。甘党。出身校は全て男子校。
万里花の幼少期から世話する自称「兄のような存在」だが、万里花からはぞんざいに扱われている。本田に片想いをしており、立場上、竜やクロードとは仲が悪い。
篠原 御影（しのはら みかげ）
誕生日：2月20日 / 血液型：A型 / 身長：161cm
万里花の中学時代の友人。
常に九州弁で喋る。万里花と同様に美人で良い所のお嬢様であるが、性格はおっさんそのもので、同性にセクハラを行っている。万里花とは非常に仲が良いが、中学時代は万里花をいじめたグループのリーダーであった。万里花の病気のことや母・千花の性格、橘家のしきたりを知っており、万里花が九州へ連れ戻された際に楽から連絡を貰ったことで万里花の秘密を教え、橘邸へ潜入する手引きをし、牢や式場からの脱出にも協力する。
人気投票の2回目では第10位。
万里花の婚約者（本名不明）
千花が取り決めた万里花の婚約者。年齢は40代で、顔は常に影が射し素顔は不明。バツ1で鉄鋼業を営んでいるらしい。
実は先妻を病で亡くしており、その際に千花に世話になったことで結婚を断れない。しかし、自分の力で道を進もうとする万里花や彼女のために身体を張る楽たちに感化され、自身も自らの手で進もうと決め、万里花に感謝を述べて去っていく。

### 羽の関係者
夜（イエ）
声 - 大久保瑠美
叉焼会の構成員。羽が叉焼会に入ったころからの教育係で羽の身辺警護も担当。
見た目は小柄な少女だが、実年齢は不明（羽より年上らしい）。身体能力も高く、3秒もあれば人間をバラ肉にできるとのこと。首領である羽も夜には頭が上がらないが、夜のことは「夜（イエ）ちゃん」と呼ぶ。
白野 あきら
羽の小学校のときの友人。成人式で再会した。

### その他の人物
約束の女の子
声 - 浜崎奈々（VOMIC版）
この物語のキーパーソンで、楽が10年前に数日間遊んだ同じ年頃の少女。別れの時に楽にペンダントを渡し、将来再会したら結婚しようと約束をした。
正体は幼少時の小野寺小咲で、10年越しの約束で楽に振られる。
吉野
声 - 山岸治雄
和菓子屋「おのでら」の常連客。何かにつけて小咲をデートに誘う少しスケベなお爺さん。
鍵屋のおじさん
集の叔父。鍵屋の経営者。アイドルグッズの限定品と引換に、楽のペンダントを修理することがある。
蝶ノ内 羽子（ちょうのうち はねこ）
四狩女学院（しかりじょがくいん）の生徒。「水上のバタフライ」と呼ばれる水泳選手。
緋徳 勇芽（ひとく いさめ）
尾鳥女子高校の生徒。「尾鳥女子の人喰い鮫」と呼ばれる水泳選手だが、るりには及ばない。
飛田 真魚（ひだ まな）
卯狩高校（うかりこうこう）の生徒。「卯狩高校の飛魚」と呼ばれる水泳部のエース。
神主
声 - 定岡小百合
神社の神主。サングラスをかけた和服の老婆。京都の神社「阿波弥大参寺」で神主をする双子の妹がいる。
作者の読切作品「恋の神様」に登場する土辺太一の祖母と同一容姿で、8巻の幕間で土辺と木之倉らしき人物を出迎える。
店長
声 - 松山鷹志
ファミレスの店長。大柄で筋肉質な体格のオカマ。
万里花をアルバイトとして雇い、高く評価しているが、万里花の世間知らずには悩まされる。
宮本 吉三（みやもと よしぞう）
るりの曽祖父。13巻第113 - 115話に登場。住んでいる一帯の大地主。
るりとは離れて、里中ら何人かの女中と一緒に暮らす。集と同じく飄々とした性格で、若いころの趣味は盗撮。そのため、るりが無意識に集を苦手に思う要因でもあったが、それと同時に彼女の性格を心配する。
楽たちが訪れた本編登場時点では100歳。集とは気が合って盛り上がり、るりの前では強がっていたが、既に余命幾許もない状態だった。3人が訪れてから一週間後に亡くなってしまう。
マルーシャ・ル・ヴィエ・ノンビ〜リ
ノンビ〜リ王国の第一王女。16巻第136 - 139話に登場。
幼少期に母親を亡くして以降、父親・ノンビ〜リ国王から過保護に育てられ、自由がほとんど無い身だった。母国語と少しながら日本語も話せるバイリンガル 。千棘と瓜二つの容姿を持つ。
母親が親日家で、親善大使として来日。偶然遭遇した楽と千棘の手引きで容姿の似ている千棘と入れ替わって日本を見て回る。極道マニアで、楽の家ではさらしを貰い、単行本のおまけマンガでは異様な盛り上がる。
遊園地で手を引かれたことがきっかけで楽を意識するようになり、最終的には想いを寄せるようになる。また、楽が小咲を意識していることも感じ取る。また、楽が敢えて誤魔化す必要が無いと、楽と千棘の偽の恋人関係までは知らされていない。
クロエ・ホーネット
小説『ウラバナ3』に登場したダニエル・ホーネット博士の一人娘。麻薬組織の壊滅に来ていたポーラと出会い、ヒットマンの技術を学ぶ。
ポーラと別れた後、15歳にして焼き菓子の大会で優勝した。得意料理はクッキー。

### 後日談の人物
一条 佰（いちじょう はく）
最終回の後日談に登場する楽と千棘の息子。竜からは三代目と呼ばれ慕われている。「おのでら」でアルバイトをする。
弥柳 紗咲（みやなぎ ささ）
最終回の後日談に登場する小咲の娘で、春の姪。猫を助けようとした佰と知り合う。

### ゲームオリジナル
おたま
声 - 竹達彩奈
稲荷の神の少女。登場人物の願いを叶える魔法使いのようなことが出来るが、大体は勘違いによってあらぬ方向に進む。
桐崎 美棘（きりさき みとげ）
声 - 東山奈央
おたまが生み出した千棘の分身。千棘と違い性格はお淑やか。プレイヤーの選択肢次第では、千棘に成り代わる結末になる。

## 用語
錠
楽が10年前に約束の女の子からもらった小物入れのペンダント。約束の女の子が「錠」と呼称していた。10年前に鍵がかかった状態で渡されており、中には、ビーズでできた2つの指輪と幼少期の楽と小咲の手紙が入っている。その手紙が小咲が本当の約束の女の子であることを確信することとなった。
最終話では楽と千棘が一緒に作った薔薇があしらわれた新たなペンダントが登場した。
鍵
楽の錠を開けるための鍵。約束の女の子が持っている。鍵は全部で4つあり、本物の鍵は小咲が持っている。
最終話では楽と千棘が一緒に作ったペンダントと一緒に新たな鍵が登場した。
絵本
小咲の所有している絵本。タイトルは掠れているため不明。楽と約束の女の子との会話とそっくりなセリフが出る。絵本の中では、四人の女の子が登場する設定とのこと。
ページは途中から破れており、最後まで読むことは出来ないが、楽の記憶では悲しい物語であるらしい。
著者は楽ママで、元々のタイトルは「ザクシャ イン ラブ」だったが、それが翻訳ミスであることを華に指摘され、恥ずかしさのあまりタイトルを消してしまったらしい。　
破れたページは千棘がかつて住んでいた屋敷にあった。
凡矢理市（ぼんやりし）
楽達の住んでいる架空の市。名称の初出は17巻。正式名称は「凡矢理市本海苔町（ぼんやりしほんのりちょう）」。
大学までの教育機関や、港・水族館・図書館もある。
凡矢理高校（ぼんやりこうこう）
楽達の通っている公立高校。開校記念日は4月1日。7巻第56話の時点での1年生の生徒数は207人。
制服は男子は学ランで、女子はセーラー系。華によると平均的な学力の学校で、るりによるとそれほど入試が難しい高校ではないらしいが、中学時代の小咲ではかなり厳しかったとのこと。飼育小屋では動物園並みに豊富な種類の動物が飼育されている。
原作とアニメでは学校の外観が大幅に異なる。
凡矢理七英雄
凡矢理高校の中で特に秀でた才能や人気を持つ7名のこと。巷では次代のメンバー候補に春の名前が挙げられる。
集英組（しゅうえいぐみ）
楽の父が組長を務めるヤクザ。地元の元締。
本拠地の一条家はかなり広い和風の屋敷で土蔵がある。庭には池があり、組員全員で寝泊まりしている。ロールス・ロイス製の車を所有する。初期は組員の楽への過保護な行動で楽の悩みの種になっていた。地元の祭りに屋台を出したり町内清掃なども行っている。小説版によると、麻薬・売春・裏カジノには手を出さず、仁義や筋を重んじる組織であるとのこと。
原作とアニメでは外観と内装が大幅に異なる。
ビーハイブ
アメリカのギャング。英語で「蜂の巣」の意。ボスはアーデルト。
本拠の桐崎家は広大な西洋風屋敷。アメリカにも構成員がおり、多国籍企業と表裏一体の関係にあるなど、集英組より遥かに組織規模が大きい。日本にいる構成員は、たとえ仲間同士の会話であっても、片言の日本語で話す。妙な武器などを発明する開発部が存在する。アニメでは発明品は未登場。
尾鳥女子高校（おとりじょしこうこう）
小咲の中学時代の高校受験に滑り止めにしていた高校。ケーキ屋さんが近くにたくさんあるらしい。
叉焼会（チャーシューかい）
世界屈指の規模を誇るチャイニーズマフィア。
非常に歴史が古く、世襲で首領を決めている。数年前までは分裂していたが、羽が2年で統一した。現首領の羽は天涯孤独であるため、世襲でリーダーを決める性質上、実は存続の危機にある。ビーハイブとは友好関係にある。
橘家
万里花の実家。数百年の歴史を誇る九州でも指折りの武家の家系。地元で知らない者はいないという。当主は代々女性が務めるしきたりで、病弱な血筋となっている。家の存続に過敏で、将来の結婚相手すら自由に選べない。
九州にある橘邸は広大な敷地に本物の城が存在するなど途方もない規模を誇り、地下牢や天守閣まであり、大昔に殿様が逃げる際に使用された秘密の隠し通路がいくつも存在する。
隠衛（かくれこのえ）
橘家に代々仕え、私情を挟むことなく橘家に忠誠を誓い続けてきた一族。身辺警護、諜報活動、敵性勢力の監視、情報操作、破壊工作など裏の仕事を生業としている。本田曰く「昔でいう忍者」らしい。トップは本田。
天駒高原（てんくこうげん）
10年前、楽と約束の女の子が出会った約束の地で千棘たちもそこに来ていた。

## 企画展開
キャラクター人気投票
連載1周年と2周年そして4周年を記念して、それぞれキャラクター人気投票が行われた。
好きなエピソード人気投票
連載3周年を記念して行われた。上位のエピソードは『少年ジャンプ+』で配信された。
今日の小野寺さん
小野寺小咲のフィギュアを主人公としたスピンオフ企画。『週刊少年ジャンプ』公式サイトで公開されていた（現在は閉鎖されている）。うっかり2次元から3次元に飛び出してしまった小咲が、色々なところを冒険する。
イチオシ
アニメ公式サイトで行われている、インターネットと店舗の連動企画。タントウの投票により、各キャラクターがCMで広告する地域や店舗を決めている。

### コラボ
| タイトル                        | 対象作品                         | 掲載                                                                      | 収録            | 備考                       |
| ------------------------------- | -------------------------------- | ------------------------------------------------------------------------- | --------------- | -------------------------- |
| ニセキュー!                     | ハイキュー!!                     | WJ 2013年6・7合併号                                                       | 『トクレポ』    | 古舘春一と共同製作         |
| 俺コイ!!                        | 俺物語!!                         | WJ 2013年40号（「ボーイズサイド」）別マ2013年10月号（「ガールズサイド」） | 『トクレポ』    | 河原和音・アルコと共同製作 |
| ニセコイのキューピッド 焼野原塵 | 恋のキューピッド 焼野原塵        | NEXT! 2014 WINTER                                                         | 『焼野原塵』2巻 | 長谷川智広が製作           |
| 恋愛特訓編                      | 磯部磯兵衛物語〜浮世はつらいよ〜 | NEXT! 2014 WINTER                                                         | 『磯兵衛』3巻   | 仲間りょうが製作           |
| ニセコイモノガタリ              | 〈物語〉シリーズ                 | 2015年4月1日 公式サイト                                                   |                 | シャフトが製作             |

## 制作背景
作者の古味は、『週刊少年ジャンプ』2007年20号にラブコメディ読切『恋の神様』を掲載、『週刊少年ジャンプ』2008年17号 - 41号に『ダブルアーツ』を初連載する。
『ダブルアーツ』連載終了後は連載を持てない時期が続く。そこで『恋の神様』でラブコメディを描いた経験から、担当編集者が古味にラブコメディを勧めた。それを受けて古味は、読切版『ニセコイ』を『少年ジャンプNEXT!』2011 WINTERに掲載する。その後『週刊少年ジャンプ』（集英社）2011年48号より連載が開始された。
なお、初期構想では主人公たちが恋愛学校で強制的にカップルにさせられるという設定だった。また、構想を練る段階で世界観がファンタジーになったこともあるという。

## 社会的評価
連載に先駆けて『少年ジャンプNEXT!』2011 WINTERに掲載された読切版は同時掲載作品を抑えて高い評価を受け、後の連載につながった。
連載当初は『鏡の国の針栖川』（2011年31号 - 2012年10号）・『パジャマな彼女。』（2012年13号 - 40号）・『恋染紅葉』（2012年23号 - 51号）など、『少年ジャンプ』誌上にライバルとなるラブコメが複数掲載され、ジャンプの打ち切りの厳しさも相まって「ラブコメ戦国時代」などと形容されていた。しかし、1年を超えて連載されたのは本作品のみに留まっている。
2012年11月には、『黒子のバスケ』・『ハイキュー!!』・『斉木楠雄のΨ難』・『暗殺教室』と並び、「ニューパワージェネレーションキャンペーン」の対象に選ばれた。2015年22・23合併号にて連載回数168回となり、『週刊少年ジャンプ』のラブコメディ作品では歴代最長の連載作品になった。最終的な話数は229話。
連載の晩年はかなり人気が落ち、掲載順は最下位争いばかりで、打ち切り説も浮上したことがある。

### 売上・発行部数
単行本12巻時点での累計発行部数は500万部を突破している。さらに単行本23巻が出た際には1000万部を突破した。連載終了後の2018年4月にはコミックスシリーズ累計1200万部を突破している。
初のノベライズである「ニセコイ1 ウラバナ」は、2013年6月17日付けのオリコン“本”ランキングBOOK（総合）部門で『ハイキュー!!』に次ぐ2位を獲得した。単行本8巻は2013年9月16日の付オリコン“本”ランキングコミック部門でシリーズ最高となる週間5位にランクインした。

## 読切版
本作のプロトタイプ。『少年ジャンプNEXT!』2011 WINTER掲載、『古味直志短編集 恋の神様』（2014年4月4日発売）収録。

## マジカルパティシエ小咲ちゃん!!
ニセコイの番外編。地味な高校生・小咲が、異世界から来た謎の魔法ネズミのルーリンと契約を交わして魔法少女になり、正義のために活動するという話。通称『マジパテ』。単行本第8巻 - 第15巻、第18巻 - 第22巻に描き下ろしで収録されている。
作者の予想を超えてメディア展開が行われる。小説版2巻でノベライズされた。『ニセコイ：』第8話でアニメ化され、オリジナルのオープニングも作られた。『少年ジャンプ+』2014年12月1日から2016年9月22日まで筒井大志による同名のスピンオフ漫画（筒井版）を連載（全4巻）。同スピンオフは本誌『週刊少年ジャンプ』2015年27号に読切を出張掲載した。
ヒロインたちはそれぞれ眼鏡を掛けており、互いに面識が無い。本編と異なり、楽は生徒会長を務める小咲の先輩で、女子生徒に人気があり常時眼鏡を掛けている。るり・鶫・本田は人間ではなく動物の姿をした魔法使いで、それぞれ小咲・千棘・万理花を魔法少女にして援護する役となっている。筒井版もこれらに準じた設定となっている。また、一部は原作の要素を引き継いでいる。小説版では本編のパラレルワールドの設定。

### 登場人物（読切版）

#### 魔法少女
小野寺 小咲（おのでら こさき）
声 - 花澤香菜
主人公。凡矢理高校の1年生。実家は洋菓子店「パティスリーONODERA」の看板娘。作る料理の外観はまともだが味が壊滅的。学校の先輩である楽に密かな想いを寄せているが内気な性格により自分から近づくこともできず、遠くで眺めているだけだった。普段は眼鏡を着用している。
魔法ネズミのルーリンと出会い、魔法少女の契約を交わして「マジカルパティシエ小咲ちゃん」に変身する。だが、変身の際は短時間全裸になることに強い恥じらいを持つ。何故か魔法少女になった後、度々エッチな事件に巻き込まれることになる。
筒井版では最終的に楽と相思相愛となり、恋人同士になる。楽とキスまでは経験済。
モデルは「小野寺小咲」。
マジカルパティシエ小咲ちゃん
小咲が変身した姿。主な武器は巨大な生クリーム絞りの容器。唯一黒魔素による洗脳解除が出来るマジカルスイーツ作製や巨大な調理器具を用いた、中・遠距離からの魔法攻撃が得意。
桐崎 千棘（きりさき ちとげ）
声 - 東山奈央
小咲とは別の高校に通っている1年生。痩身だが体躯とは裏腹に怪力の持ち主で、気もかなり強く、そのせいでゴリラ呼ばわりされてしまうことが悩み。実は大の魔法少女マニア。小咲と同じく普段は眼鏡を着用。
魔法猫のツグミャーと契約を交わして「マジカルゴリラ千棘ちゃん」に変身する。だが、変身の際は一瞬全裸になることに加え、変身姿を気に入らず魔法少女を辞めようとしするが、楽に可愛いと褒められたことをきっかけに改めて魔法少女として活動することを決め、楽に好意を寄せるようになる。小咲が楽と付き合いはじめてからは応援する側に回る。
本編と違い、普通のマンション暮らしで、母親と一緒に暮らす。
これまで友人がいなかったらしく、友達という言葉に弱い。
モデルは「桐崎千棘」。
マジカルゴリラ千棘ちゃん
千棘が変身した姿。ゴリラをモチーフとした衣装で、飛行を含めて魔法らしい能力が一切無い代わりに2人より剛力に優れ、接近戦では徒手空拳で立ち向かう。
橘 万里花（たちばな まりか）
声 - 阿澄佳奈
楽の幼馴染み（自称「婚約者」）で、幼いころに療養先の病院で楽と出会い、一緒に過ごして以来、楽に恋心を寄せている。楽との結婚を夢見て、あらゆる花嫁修業をこなしてきた。病弱だったため、小咲や千棘よりやや体力が劣る。小咲や千棘とも違う高校に通っている。小咲・千棘と同じく普段は眼鏡を着用。
魔法犬のホンダーソンと契約を交わして「マジカルポリスまりかちゃん」に変身する。変身の際全裸になることには、小咲や千棘と違い恥じらいはない。
本編と違い、父親は警官ではなく失業者のため貧乏で、後に小咲の実家で働き始めている。
モデルは「橘万里花」。
マジカルポリスまりかちゃん
万里花が変身した姿。魔法少女に変身した際は素早さに特化し、身体能力が高くなる。武器は巨大な手錠「魔法手錠（マジックカフス）」。対象を拘束して行動不能にする。飛行時はパトカー型の乗り物「パトプレート」を用いる。
ポーラ・マッコイ
筒井大志作画の漫画版のみの登場。ドクター・マイコーが女体練成で生み出した少女。しかし、一匹狼な性格で、誕生直後にマイコーの命令を聞かずに単独行動し、「マジカルマッコイポーラちゃん」に変身して小咲たちと敵対する。
貧乳に強いコンプレックスを抱いており、人間の姿をとったツグミャーに強い対抗心を燃やしている。後に春の通う中学校に転校してきて春と同じクラスで隣の席になる。
モデルは「ポーラ・マッコイ」。
マジカルマッコイポーラちゃん
ポーラが変身した姿。銃器を召喚する上戦闘能力も高く魔法少女と3対1で戦えるほど。
小野寺 春（おのでら はる）
声 - 佐倉綾音
小咲の年子の妹。中学3年生。姉思いの性格。姉が高校生になってから不審な行動をするようになったことに家族の中で唯一気付いている。
マジカルパティシェに憧れていたのだが、魔法リスのウィンドルに気に入られ、家族での温泉旅行の最中に魔法少女の契約を交わして「マジカルショコラティエ春ちゃん」に変身する。しかし、マジカルパティシェが一条楽を巡っての姉の恋のライヴァルだと勘違いして、姉の恋のためにマジカルパティシェと戦うことを決める。小咲・千棘・万里花とは異なり、普段は眼鏡は着用していない。
モデルは「小野寺春」。
マジカルショコラティエ春ちゃん
春が変身した姿。魔法少女に変身した際はリボンを鞭のように振るい戦う。防御力に特化し打たれ強いが、魔法の衣装はあくまで素材がチョコなために熱に弱く、高温では溶けてしまう（但し、精神を集中させれば元に戻る）。春曰く「(全裸の状態で)どう集中しろと！？」らしい。
マジカルティーチャー かなくらゆい
声 - 堀江由衣
魔法の国の魔法王女である理由で子供の姿になっている。
モデルは「奏倉羽」。

#### パートナーたち
魔法の国からやってきた使者の動物たち。
ルーリン
声 - 内山夕実
小咲のパートナーのネズミで、チーズが好物。実は小咲たちより強力な魔法が使える「魔法大賢者」。
ドクター・マイコーとは魔法の国時代からの幼馴染である。
モデルは「宮本るり」。
ツグミャー
声 - 小松未可子
千棘のパートナーの猫。ルーリンが苦手。人間に変身すると、若干男勝りな性格になる。あるきっかけで楽のことが気になり出す。
モデルは「鶫誠士郎」。
ホンダーソン
声 - 大地葉
万里花のパートナーのフェレット。寡黙で彼女の命令には忠実。
モデルは「本田曜子/忍」。
ウィンドル
声 - 小岩井ことり
春のパートナーのリス。春のことを気に入っており、首にデジカメをぶら下げている。
モデルは「彩風涼」。
夜（イエ）
声 - 大久保瑠美
かなくらゆいのパートナーのコウモリ。いつも帽子にぶら下がっている。
モデルは「夜」。

#### その他の人物（読切版）
一条 楽（いちじょう らく）
小咲の通う学校の先輩で、高校二年生。生徒会長を務めている。頭脳明晰・スポーツ万能・超絶イケメンと全ての才能に恵まれた超人ゆえ女子生徒から人気は高く、日本有数の大財閥「一条コンツェルン」の御曹子。原作と違い優柔不断な面もなく、誰に対しても分け隔てなく優しく、いざという時には勇敢さも見せる人格者でもある。しかし、その正義感の強さ故に人間界で発生する数々の魔法界の事件に望まないまま関わる事になってしまう。
「マジカルパティシエ小咲ちゃん」に好意を寄せるようになるものの、正体が小咲であることには気づいていない。本編とは異なり、登場しない時もある（アニメでは未登場）。
楽に正体を知られてタニシになってしまった小咲が元に戻る代償として、1度は魔法少女に関する記憶を消去されるが、彼女の作った菓子を口にしたことで記憶を取り戻し、晴れて恋人同士となる。小咲とはキスまでは経験済。
モデルは「一条楽」。
ドクター・マイコー / 舞子 集（まいこ しゅう）
声 - 梶裕貴
悪の科学者。次元の狭間に幽閉されていた、魔法の国の第一級犯罪者。ハレンチな願望を抱いており、クマのぬいぐるみを思わせる使い魔たちを部下に持つ。
表向きでは小咲の通う学校の教師であり、悪の科学者の時はサングラス、教師の時は眼鏡をかけている。
モデルは「舞子集」。

## 担当編集者
1. 齊藤優 - ニセコイの連載以前から2013年7月時点まで古味の担当をしている[2]。

## ヴォイスコミック
集英社のヴォイスコミック「VOMIC」として、2012年6月にジャンプ専門情報番組『サキよみ ジャンBANG!』にて放送され、同年7月からVOMIC公式サイトで配信された。担当声優はアニメ版とは異なる。

## テレビアニメ
| 原作                                                         | 古味直志 （集英社「週刊少年ジャンプ」連載）                                                                         |
| 総監督                                                       | 新房昭之 |
| 監督（第1期）                                                | 龍輪直征 |
| チーフ演出（第2期）                                          | 宮本幸裕 |
| シリーズ構成                                                 | 東冨耶子、新房昭之                                                                                                  |
| キャラクターデザイン                                         | 杉山延寛 |
| 総作画監督                                                   | 杉山延寛 潮月一也（第1期 - OVA14巻） 西澤真也（第1期第9話 - OVA17巻） 桜井正明（第2期） 高野晃久（OVA17巻 - 第2期） |
| 美術監督                                                     | 内藤健（第1期 - 第2期第2話、第5話 - ） 渡辺幸浩（第2期第3話、第4話）                                                |
| 色彩設計                                                     | 滝沢いづみ 日比野仁（OVA17巻 - 第2期） 渡辺康子（第2期）                                                            |
| ビジュアルエフェクト                                         | 酒井基（第1期 - OVA16巻） 高野慎也（OVA17巻 - 第2期）                                                               |
| 撮影監督                                                     | 江上怜 |
| 編集                                                         | 松原理恵 |
| 音楽                                                         | 千葉“naotyu-”直樹・石濱翔 （第1期第1話 - 第6話） 菊谷知樹（第1期第7話 - 第2期）                                     |
| 音楽プロデューサー                                           | 山内真治 |
| 音響監督                                                     | 亀山俊樹 |
| プロデューサー（第1期） チーフプロデューサー（第2期）        | 岩上敦宏、久保田光俊 興野裕之、丸山博雄                                                                             |
| アソシエイトプロデューサー （第1期） プロデューサー（第2期） | 淀明子、大嶋実句 三條場一正、橋本龍                                                                                 |
| 制作プロデューサー                                           | 藤川仁志（第1期 - OVA16巻） 松永康佑（OVA17巻 - 第2期）                                                             |
| アニメーション制作                                           | シャフト |
| 製作                                                         | アニプレックス、シャフト 集英社、毎日放送                                                                           |

第1期は2014年1月より5月まで、毎日放送などで放送された。全20話。第6巻第50話の「シュヤク」（一年次の学園祭編）までのアニメ化である。
2013年6月にテレビアニメ化が発表され、2013年9月2日にはキービジュアルと放送時期が発表された。スタッフは、総監督を「〈物語〉シリーズ」や『魔法少女まどか☆マギカ』で知られる新房昭之、キャラクターデザインを杉山延寛、アニメーション制作をシャフトがそれぞれ担当した。キャストはVOMIC版から一新された。
2014年10月に第2期の制作が発表され、2015年4月より6月まで『ニセコイ:』のタイトルで12巻第106話の「ソウサク」まで放送された。各局では放送開始前週に、桐崎千棘役の東山奈央がナビゲーターを担当する特別番組を放送。
製作局の毎日放送のみ字幕放送を実施した。主題歌CDのCMナレーションは番組の放送局ではキャラクターが担当し、番組の非放送局ではClariSが担当した。原作の多くの場面・多くの話がカットされているが、原作には忠実であり、アニメオリジナルの話は特にない。
他のコミカルな新房作品と同様、本作品も本編途中で時間がある程度進む時は1枚絵のアイキャッチなどが入った。物語が重要な軸を通り、話の切れ目のない時はこのアイキャッチは見られない。また、演出の一環として原作から抽出した画像を加工した映像も盛り込まれた。
14巻限定版同梱のOVAには、7巻第58話「フンシツ」と8巻第64話「ミコサン」、16巻限定版には、8巻第65話「ヘンボウ」と8巻第71話「オシゴト」を収録。17巻限定版には、10巻第81話「セントウ」と2014年6・7合併号（トクレポに収録）掲載の「サービス」を収録。21巻限定版には「マジカルパティシエ小咲ちゃん」シリーズと「シンコン」シリーズが収録。
2014年2月13日、レコチョクが実施した「人気冬アニメランキング」で『鬼灯の冷徹』・『ノラガミ』に次ぐ第3位となったことが報じられた。
アニメは原作の物語の中盤で終了してしまっており、主題であった筈の10年前の約束の相手が誰だったのか、ペンダントと鍵の結末はどうなったのか、楽と千棘と小咲、三人を取り巻く人物達の関係がその後どうなったのか、アニメ全体を通じて積み上げてきたストーリーの核心部分を回収せずに唐突に終了してしまっている。
アニメの最終話に当たるニセコイ：第12話【オタメシ】のラストでもその点については全く触れられておらず、それまで盛り上げてきたストーリーが何の前触れもないまま不完全に幕を閉じてしまった事で中途半端な印象を残してしまっている。

### 主題歌
第1期
オープニングテーマ
全作詞・作曲・編曲 - kz / 歌 - ClariS
「CLICK」（第2話 - 第14話、OVA14巻）
第1話ではエンディングテーマとして使用。
「STEP」（第15話 - 第20話、OVA16巻、OVA17巻）
第14話ではエンディングテーマとして使用。TV版の第20話は未使用。
エンディングテーマ
全作詞・作曲 - 渡辺翔
「Heart Pattern」（テレビ版第2話 - 第7話、BD・DVD版第2話）
編曲 - 渡辺和紀 / 歌 - 桐崎千棘（東山奈央）
「リカバーデコレーション」（テレビ版第8話、第10話 - 第13話、BD・DVD版第3話 - 第5話）
編曲 - 森谷敏紀 / 歌 - 小野寺小咲（花澤香菜）
テレビ版第9話では未使用。
「TRICK BOX」（テレビ版第15話、第17話、BD・DVD版第6話 - 第8話）
編曲 - 倉内達矢 / 歌 - 鶫誠士郎（小松未可子）
テレビ版第16話では未使用。
「オーダー×オーダー」（BD・DVD版第9話 - 第11話）
編曲 - 増田武史 / 歌 - 宮本るり（内山夕実）
テレビ版では未使用。
「はなごのみ」（テレビ版第18話 - 第19話、BD・DVD版第12話 - 第13話）
編曲 - 前口渉 / 歌 - 橘万里花（阿澄佳奈）
「想像ダイアリー」（テレビ版第20話、BD・DVD版第15話 - 第17話、第20話、OVA14巻・16巻）
編曲 - 清水哲平 / 歌 - 桐崎千棘（東山奈央）、小野寺小咲（花澤香菜）、鶫誠士郎（小松未可子）、橘万里花（阿澄佳奈）
「大切の作り方」（BD・DVD版第18話 - 第19話、OVA17巻）
編曲 - 増田武史 / 歌 - 桐崎千棘（東山奈央）、小野寺小咲（花澤香菜）
テレビ版では未使用。

第2期
オープニングテーマ
「Rally Go Round」（第1話 - 第7話、第9話、第11話 - 第12話、OVA21巻）
作詞 - LiSA、古屋真 / 作曲 - じん / 編曲 - akkin / 歌 - LiSA
「マジカル☆スタイリング」（第8話、OVA21巻）
作詞・作曲 - 渡辺翔 / 編曲 - 前口渉 / 歌 - マジカルパティシエ小咲ちゃん（花澤香菜）
エンディングテーマ
全作詞・作曲 - 渡辺翔
「曖昧ヘルツ」（第1話、第3話、第6話、第9話、第12話、OVA21巻）
編曲 - 清水哲平 / 歌 - 桐崎千棘（東山奈央）、小野寺小咲（花澤香菜）、鶫誠士郎（小松未可子）、橘万里花（阿澄佳奈）
「TrIGgER」（第2話）
編曲 - 河田貴央 / 歌 - 鶫誠士郎（小松未可子）
「Sleep zzz...」（第4話）
編曲 - 渡辺和紀 / 歌 - 桐崎千棘（東山奈央）
「またどーらぶ」（第5話）
編曲 - 増田武史 / 歌 - 橘万里花（阿澄佳奈）
「marchen ticktack」（第7話）
編曲 - 大久保薫 / 歌 - 小野寺春（佐倉綾音）
「通り雨drop」（第10話）
編曲 - 倉内達矢 / 歌 - 宮本るり（内山夕実）
「クレヨンカバー」（第11話、OVA21巻）
編曲 - 前口渉 / 歌 - 小野寺小咲（花澤香菜）

### 各話リスト
| 話数              | サブタイトル                           | 脚本     | 絵コンテ            | 演出              | 作画監督 |
| 第1期             | 第1期                                  | 第1期    | 第1期               | 第1期             | 第1期 |
| ----------------- | -------------------------------------- | -------- | ------------------- | ----------------- | --- |
| 第1話             | ヤクソク                               | 中本宗応 | 川畑喬              | 川畑喬            | 潮月一也、高野晃久 高岡じゅんいち、中山初絵                                                                 |
| 第2話             | ソウグウ                               | 中本宗応 | 潮月一也            | 龍輪直征          | 潮月一也、清水勝祐 武本大介                                                                                 |
| 第3話             | ニタモノ                               | 木澤行人 | 数井浩子            | 佐々木純人        | 大石美絵、小畑賢                                                                                            |
| 第4話             | ホウモン                               | 中本宗応 | 高岡じゅんいち      | 久保太郎          | 伊藤良明、野道佳代 清水勝祐                                                                                 |
| 第5話             | スイエイ                               | 木澤行人 | 龍輪直征            | 尋田耕輔          | 西澤真也、中本尚 大石美絵                                                                                   |
| 第6話             | カシカリ                               | 大嶋実句 | 潮月一也            | 大橋一輝          | 小島絵美、一ノ瀬結梨 武本大介、中山初絵                                                                     |
| 第7話             | ライバル                               | 中本宗応 | 阿部記之            | 宮本幸裕          | 伊藤良明、清水勝祐 野口孝行、野道佳代 梶浦紳一郎                                                            |
| 第8話             | シアワセ                               | 木澤行人 | 佐藤光敏            | 久保山英一        | 内原茂、正木優太                                                                                            |
| 第9話             | オンセン                               | 大嶋実句 | 阿部記之            | 宮原秀二          | 伊藤良明、高野晃久 清水勝祐、武本大介 河島久美子、築山翔太                                                  |
| 第10話            | クジビキ                               | 中本宗応 | 横山彰利            | 佐々木純人        | 相澤秀亮、大石美絵 岩田幸子、徳倉栄一                                                                       |
| 第11話            | オイワイ                               | 木澤行人 | 金崎貴臣            | 尋田耕輔          | 伊藤良明、高野晃久 清水勝佑、河島久美子 野道佳代、河野紘一郎                                                |
| 第12話            | カクニン                               | 大嶋実句 | 多田貴大            | 龍輪直征          | 阿部智之、中山初絵 武本大介、野道佳代                                                                       |
| 第13話            | ホウカゴ                               | 中本宗応 | 名村英敏            | 久保太郎          | 鍋島絵里奈、河島久美子 萩原省智、宮嶋仁志 山崎克之、前田義宏 佐藤利幸                                       |
| 第14話            | シュラバ                               | 木澤行人 | 稲垣隆行            | 江副仁美          | 伊藤良明、清水勝祐 梶浦伸一郎、野口孝行 本多恵美、志賀道憲                                                  |
| 第15話            | サンボン                               | 大嶋実句 | 藤澤俊幸            | 大橋一輝          | 武本大介、河島久美子 新井博慧、三輪幸彦 一ノ瀬結梨、梶浦伸一郎                                              |
| 第16話            | タイフウ                               | 木澤行人 | 金崎貴臣            | 尋田耕輔          | 相澤秀亮、岩田幸子 徳倉栄一、津熊健徳 種村アヤタカ                                                          |
| 第17話            | エンニチ                               | 木澤行人 | 龍輪直征            | 龍輪直征          | 伊藤良明、武本大介 中本尚、野道佳代 清水勝祐、中山初絵                                                      |
| 第18話            | ウミベデ                               |          | 久保山英一          | 久保太郎          | 河島久美子、新井博慧 萩原省智、鍋島絵里奈 三輪幸彦                                                          |
| 第19話            | エンゲキ                               | 中本宗応 | 藤澤俊幸            | 大橋一輝 尋田耕輔 | 河野絵美、新井博慧 河島久美子、清水勝祐 中山初恵、野道佳代 大石美絵、二宮壮史 松浦力、新垣一成 岩崎だいすけ |
| 第20話            | ホンバン                               | 中本宗応 | 横山彰利            | 龍輪直征          | 伊藤良明、矢野茜 梶浦紳一郎、野口孝行                                                                       |
| OVA14巻           | フンシツミコサン                       | 大嶋実句 | 横山彰利            | 尋田耕輔 龍輪直征 | 矢野茜、野口孝行 新井博慧、河島久美子 清水勝祐                                                              |
| OVA16巻           | オシゴトヘンボウ                       | 大嶋実句 | 龍輪直征            | 龍輪直征尋田耕輔  | 矢野茜、清水勝祐 岩本里奈、宮脇さくや中山初絵、武本大介 野口孝行、矢野茜                                    |
| OVA17巻           | セントウサービス                       | 大嶋実句 | 川畑喬              | 龍輪直征          | 松浦力、小堺能夫 新垣一成、大梶博之 築山翔太                                                                |
| 第2期             |                                        |          |                     |                   | |
| 第1話 （第21話）  | コレカラキヅイテ                       | 大嶋実句 | 横山彰利            | 宮本幸裕          | 大梶博之、築山翔太 武本大介、高野晃久                                                                       |
| 第2話 （第22話）  | インネンショウブ                       | 大嶋実句 | 岡田堅二朗          | 岡田堅二朗        | 矢野茜、清水勝祐 杉藤さゆり、牛島希                                                                         |
| 第3話 （第23話）  | ヒツヨウ                               | 中本宗応 | 数井浩子            | 尋田耕輔          | 小田多恵子、徳倉栄一 赤尾良太郎、鰐淵和彦 嘉村弘之                                                          |
| 第4話 （第24話）  | ハハオヤ                               | 中本宗応 | 金崎貴臣            | 久保太郎          | 野道佳代、梶浦紳一郎 斉藤和也、櫻井司                                                                       |
| 第5話 （第25話）  | オシエテラクサマ                       | 木澤行人 | 川畑喬              | 吉澤翠            | 永吉隆志、市野まりあ 徳倉栄一、吉岡敏幸                                                                     |
| 第6話 （第26話）  | オイシイ                               | 大嶋実句 | 藤澤俊幸            | 江副仁美          | 新井博慧、中山初絵 河島久美子、井上美香 宮嶋仁志                                                            |
| 第7話 （第27話）  | イモウト                               | 中本宗応 | 金崎貴臣            | 大橋一輝          | 矢野茜、武本大介 杉藤さゆり、築山翔太                                                                       |
| 第8話 （第28話）  | マジカルパティシエ小咲ちゃん!!ハタラケ | 大嶋実句 | 八瀬祐樹            | 八瀬祐樹          | 大梶博之、横田拓己牛島希、清水勝祐 宮嶋仁志                                                                 |
| 第9話 （第29話）  | オソウジオミマウ                       | 木澤行人 | 藤澤俊幸            | 尋田耕輔          | 野道佳代、築山翔太 梶浦紳一郎、KIM YONGSIK                                                                  |
| 第10話 （第30話） | オウエン                               | 木澤行人 | 数井浩子            | 吉澤翠            | 徳倉栄一、小田多恵子 岩田幸子、嘉村弘之                                                                     |
| 第11話 （第31話） | ヤセタイオハヨウ                       | 大嶋実句 | 大谷肇              | 岡田堅二郎        | 谷口繁則、Im Jin Wook矢野茜                                                                                 |
| 第12話 （第32話） | ソウサクオタメシ                       | 木澤行人 | 岡田堅二朗 数井浩子 | 大谷肇            | 野道佳代、岩本里奈 武本大介、大梶博之 横田拓己、矢野茜 杉藤さゆり、清水勝祐 築山翔太                        |
| OVA21巻           | シンコンマジカルパティシエ小咲ちゃん!! | 大嶋実句 | 八瀬祐樹            | 宮本幸裕八瀬祐樹  | 矢野茜高野晃久、藤本真由                                                                                    |

### 放送局
| 放送期間                | 放送時間                     | 放送局       | 対象地域   | 備考                                        |
| ----------------------- | ---------------------------- | ------------ | ---------- | ------------------------------------------- |
| 2014年1月11日 - 5月24日 | 土曜 23:30 - 日曜 0:00       | TOKYO MX     | 東京都     | 『E!TV』枠                                  |
|                         |                              | とちぎテレビ | 栃木県     |                                             |
|                         |                              | 群馬テレビ   | 群馬県     |                                             |
| 2014年1月12日 - 5月25日 | 日曜 0:00 - 0:30（土曜深夜） | tvk          | 神奈川県   |                                             |
|                         | 日曜 0:30 - 1:00（土曜深夜） | テレ玉       | 埼玉県     |                                             |
|                         |                              | チバテレビ   | 千葉県     |                                             |
|                         | 日曜 1:50 - 2:20（土曜深夜） | テレビ愛知   | 愛知県     |                                             |
|                         | 日曜 2:28 - 2:58（土曜深夜） | 毎日放送     | 近畿広域圏 | 製作局 / 字幕放送 / 『アニメシャワー』第2部 |
| 2014年1月15日 - 5月28日 | 水曜 2:35 - 3:05（火曜深夜） | TVQ九州放送  | 福岡県     |                                             |
| 2014年1月16日 - 5月29日 | 木曜 2:05 - 2:35（水曜深夜） | テレビ北海道 | 北海道     |                                             |
| 2014年1月18日 - 5月31日 | 土曜 23:30 - 24:00           | BS11         | 日本全域   | 『ANIME+』枠                                |

| 配信開始日      | 配信時間      | 配信サイト        | 2014年1月12日          |
| --------------- | ------------- | ----------------- | ---------------------- |
| 日曜 12:00 更新 | GYAO!         |                   | 月曜 23:30 - 火曜 0:00 |
| ニコニコ生放送  |               | 2014年1月14日     | ニコニコチャンネル     |
|                 | 2014年1月15日 | 水曜 12:00 更新   |                        |
|                 | 水曜 更新     | PlayStation Store |                        |

| 放送期間                | 放送時間               | 放送局  | 対象地域 | 備考                                                         |
| ----------------------- | ---------------------- | ------- | -------- | ------------------------------------------------------------ |
| 2014年1月12日 - 5月25日 | 火曜 23:30 - 水曜 0:00 | ANIPLUS | 韓国全域 | CS放送 / IP放送 / ケーブルテレビ ネット配信 / 韓国語字幕あり |

| 放送期間                | 放送時間                     | 放送局     | 対象地域   | 備考                         |
| ----------------------- | ---------------------------- | ---------- | ---------- | ---------------------------- |
| 2015年4月10日 - 6月26日 | 金曜 23:30 - 土曜 0:00       | TOKYO MX   | 東京都     |                              |
| 2015年4月15日 - 7月1日  | 水曜 1:00 - 1:30（火曜深夜） | BS11       | 日本全域   | 『ANIME+』枠                 |
|                         | 水曜 2:30 - 3:00（火曜深夜） | 毎日放送   | 近畿広域圏 | 製作局 / 『アニメ特区』第1部 |
| 2015年4月26日 -         | 日曜 1:53 - 2:23（土曜深夜） | 南日本放送 | 鹿児島県   | 第1期は未放送                |

| 配信開始日      | 配信時間           | 配信サイト | 2015年4月15日               |
| --------------- | ------------------ | ---------- | --------------------------- |
| 水曜 12:00 更新 | ニコニコチャンネル |            |                             |
| GYAO!           |                    |            | バンダイチャンネル          |
|                 |                    | アニメ放題 |                             |
|                 | U-NEXT             |            | Template:水曜 23:00 - 23:30 |
| ニコニコ生放送  |                    |            |                             |

### BD / DVD
完全生産限定版にはエンディングテーマと第1期のみ千棘がパーソナリティを務めるキャラクターラジオ『桐崎千棘の本番○分前!』を収録した特典（トクテン）CDが付属。2018年12月12日に第1期&第2期＆OVAのコンプリートBOXが発売。
| 巻 | 発売日         | 収録話          | 規格品番     | 規格品番     | 規格品番  | 特典CD収録曲               |
| 巻 | 発売日         | 収録話          | BD限定版     | DVD限定版    | DVD通常版 | 特典CD収録曲               |
| -- | -------------- | --------------- | ------------ | ------------ | --------- | -------------------------- |
| 1  | 2014年 3月26日 | 第1話 - 第2話   | ANZX-6251/52 | ANZB-6251/52 | ANSB-6251 | 「Heart Pattern」          |
| 2  | 4月23日        | 第3話 - 第5話   | ANZX-6253/54 | ANZB-6253/54 | ANSB-6253 | 「リカバーデコレーション」 |
| 3  | 5月28日        | 第6話 - 第8話   | ANZX-6255/56 | ANZB-6255/56 | ANSB-6255 | 「TRICK BOX」              |
| 4  | 6月25日        | 第9話 - 第11話  | ANZX-6257/58 | ANZB-6257/58 | ANSB-6257 | 「オーダー×オーダー」      |
| 5  | 7月23日        | 第12話 - 第14話 | ANZX-6259/60 | ANZB-6259/60 | ANSB-6259 | 「はなごのみ」             |
| 6  | 8月27日        | 第15話 - 第17話 | ANZX-6261/62 | ANZB-6261/62 | ANSB-6261 | 「想像ダイアリー」         |
| 7  | 9月24日        | 第18話 - 第20話 | ANZX-6263/64 | ANZB-6263/64 | ANSB-6263 | 「大切の作り方」           |

| 巻 | 発売日         | 収録話          | 規格品番      | 規格品番      | 規格品番   | 特典CD収録曲                                                |
| 巻 | 発売日         | 収録話          | BD限定版      | DVD限定版     | DVD通常版  | 特典CD収録曲                                                |
| -- | -------------- | --------------- | ------------- | ------------- | ---------- | ----------------------------------------------------------- |
| 1  | 2015年 6月24日 | 第1話 - 第2話   | ANZX-11161/62 | ANZB-11161/62 | ANSB-11161 | 「曖昧ヘルツ / TrIGgER」                                    |
| 2  | 7月22日        | 第3話 - 第4話   | ANZX-11163/64 | ANZB-11163/64 | ANSB-11163 | 「Sleep zzz... / オリジナルサウンドトラックセレクション① 」 |
| 3  | 8月26日        | 第5話 - 第6話   | ANZX-11165/66 | ANZB-11165/66 | ANSB-11165 | 「またどーらぶ / オリジナルサウンドトラックセレクション②」  |
| 4  | 9月30日        | 第7話 - 第8話   | ANZX-11167/68 | ANZB-11167/68 | ANZB-11167 | 「marchen ticktack / マジカル☆スタイリング」                |
| 5  | 10月28日       | 第9話 - 第10話  | ANZX-11169/70 | ANZB-11169/70 | ANSB-11169 | 「通り雨drop / オリジナルサウンドトラックセレクション③」    |
| 6  | 11月25日       | 第11話 - 第12話 | ANZX-11171/72 | ANZB-11171/72 | ANSB-11171 | 「クレヨンカバー」                                          |

| 巻 | 発売日          | 収録話      | 規格品番 | 規格品番  | 規格品番  | 特典CD収録曲 |
| 巻 | 発売日          | 収録話      | BD限定版 | DVD限定版 | DVD通常版 | 特典CD収録曲 |
| -- | --------------- | ----------- | --- | --------- | --------- | --- |
| -  | 2018年 12月12日 | OVA含め全て | ANZX-12211 PLUS-1056（アニプレックス限定桐崎千棘セット） PLUS-1057（アニプレックス限定小野寺小咲セット） PLUS-1058（アニプレックス限定鶫誠士郎セット） PLUS-1059（アニプレックス限定橘万里花セット） | -         | -         | 「曖昧ヘルツ」 「TrIGgER」 「Sleep zzz...」 「またどーらぶ」 「marchen ticktack」 「通り雨drop」 「クレヨンカバー」 「マジカル☆スタイリング」 |

### Webラジオ
『ニセコイラジオ』のタイトルで、第1期は2014年1月10日から同年10月31日まで毎週金曜日→隔週金曜日にアニメ公式サイトで配信された。全33回。最終回のみニコニコ生放送で放送された。パーソナリティは桐崎千棘役の東山奈央。第13回のみ橘万里花役の阿澄佳奈となっている。
『ニセコイ:』のテレビアニメ放送に合わせてラジオ第2期（『ニセコイラジオ:』）は2015年3月27日から毎週金曜日→同年7月10日から12月25日まで、隔週金曜日にアニメ公式サイトで配信した。タイトルとパーソナリティは第1期と同様だが、第8回のみ橘万里花役の阿澄佳奈となっている。ラジオ第1期・第2期公式サイト内で過去分のアーカイブとして配信中。

#### コーナー
カンソウ
アニメの感想などのお便りを読むコーナー。
フツオタ
パーソナリティへの質問や、身の回りで起きたことなどにカタカナ4文字のタイトルをつけて送るコーナー。
ウソツキ
パーソナリティが番組中のどこかでついた「ウソ」を見破るコーナー。
1期のみで終了。
モウソウ
様々なシチュエーションの妄想をするコーナー。
ニセモノ
用意されたものの中から本物と偽物を見分けるコーナー。
ヒトコト
原作の1コマにセリフを当てるコーナー。
ヨンモジ
ウソツキに代わって2期から始まったコーナー。送られた4文字の言葉を選んで昔話を作るコーナー。
例：桃太郎→「ケダモノ」太郎
シンデレラ→「オノデラ」ラ
オオツキ
少年ジャンプの編集担当がゲストとして登場した次の回のみあるコーナー。モウソウでゲストがどんな設定を提案したかを当てる。

#### ゲスト
第1期
- 第3回 - 花澤香菜（小野寺小咲 役）
- 第7回 - 内山夕実（宮本るり 役）
- 第11回 - 内山昂輝（一条楽 役）※公開録音
- 第13回 - 東山奈央（桐崎千棘 役）※阿澄佳奈（橘万里花 役）による番組ジャック
- 第16回 - 梶裕貴（舞子集 役）
- 第29回 - 小松未可子（鶫誠士郎 役）

第2期
- 第1回 - 佐倉綾音（小野寺春 役）※公開録音
- 第5回 - 小松未可子（鶫誠士郎 役）
- 第8回 - 東山奈央（桐崎千棘 役）※阿澄佳奈（橘万里花 役）による番組ジャック
- 第14回 - 梶裕貴（舞子集 役）大槻譲（ニセコイ担当編集）
- 第15回 - 内山昂輝（一条楽 役）
- 第18回 - 内山夕実（宮本るり 役）
- 第21回 - 花澤香菜（小野寺小咲 役）
- 第23回 - 沼倉愛美（ポーラ・マッコイ 役）
- 第26回 - 豊口めぐみ（桐崎華 役）
- 第27回 - 大槻譲（ニセコイ担当編集）※ジャンプフェスタ、公開録音

| 毎日放送 アニメシャワー 第2部     | 毎日放送 アニメシャワー 第2部 | 毎日放送 アニメシャワー 第2部                                            |
| 前番組                            | 番組名                        | 次番組                                                                   |
| --------------------------------- | ----------------------------- | ------------------------------------------------------------------------ |
| 〈物語〉シリーズ セカンドシーズン | ニセコイ                      | 〈物語〉シリーズ キャラクターコメンタリー版 ↓ ソードアート・オンラインII |
| 毎日放送 アニメ特区 第1部         |                               |                                                                          |
| クロスアンジュ 天使と竜の輪舞     | ニセコイ:                     | GATE 自衛隊 彼の地にて、斯く戦えり                                       |

## ゲーム

### 単独作品
ニセコイ マジコレ!?
2014年1月から12月までコナミデジタルエンタテインメントより配信されたスマートフォン向けアプリケーション。ジャンルは「ヒロイン育成マジコイコレクションゲーム」。
ニセコイ ヨメイリ!?
PlayStation Vita用ソフトとして、2014年11月27日にコナミデジタルエンタテインメントより発売。ジャンルは恋愛アドベンチャー。

### 『週刊少年ジャンプ』の他作品とのクロスオーバー
ジェイスターズ ビクトリーバーサス
2014年3月14日にバンダイナムコゲームスより発売されたPlayStation 3 / PlayStation Vita専用ゲーム。
サポート専用キャラクターとして、桐崎千棘が参戦している。
週刊少年ジャンプ オレコレクション!
2017年7月6日より2020年9月30日までドリコムが運営、バンダイナムコエンターテインメントから配信されたスマートフォン（iOS・Android）用ゲーム。
サービス開始当初から参加。週刊少年ジャンプ作品のキャラクターや名シーンを集めて遊ぶカードゲーム。
ジャンプチ ヒーローズ
2018年3月28日より2024年3月27日までワンダープラネットが運営、LINEから配信されたスマートフォン（iOS・Android）用ゲーム。
2018年5月14日から途中参加。キャラクターが登場する。

### その他
魔法少女まどか☆マギカ Plus
2012年12月29日より2015年12月25日までデジターボ・ネクストリーが運営したMobage・GREE・dゲームのソーシャルゲーム。
2014年4月30日から5月13日にかけて「ニセコイ マジコレ!?」と相互コラボとして衣装を着たキャラクターが登場した。
ディバインゲート
2013年9月30日より2017年9月26日までアクワイアから配信されたスマートフォン（iOS・Android）用ゲーム。
2015年4月24日から5月11日にかけてキャラクターが登場した。2016年8月26日から9月9日にかけて復刻開催。
スーパーマリオメーカー
2015年9月10日に任天堂より発売されたWii U専用ゲーム。
2016年2月19日より配信開始した原作者の古味直志が製作したイベントコースをクリアするともらえるキャラマリオとして桐崎千棘が登場。

## 実写映画
2018年12月21日から公開。中島健人と中条あやみのダブル主演。
キャッチコピーは「恋人のフリ、始めました♡」「恋人のフリ、絶対ムリ!!!」「注意 この恋はフィクションです。劇中の主人公が恋人に抱く感情はすべて偽物であり、本心とは一切関係ありません。」「「週刊少年ジャンプ」最長連載ラブコメ！平成最後の冬を笑い飛ばせ！」。
キャストは「#登場人物」を参照。

### スタッフ（実写映画）
- 原作 - 古味直志『ニセコイ』(集英社ジャンプ コミックス刊)
- 脚本 - 小山正太、杉原憲明
- 音楽 - 髙見優、信澤宣明、大隅知宇
- 撮影 - 木村信也
- 照明 - 尾下栄治
- 編集 - 穂垣順之助（J.S.E.）
- 録音 - 石寺健一
- スプリクター - 杉本友美
- 企画プロデュース - 平野隆
- 企画 - 森川真行
- プロデューサー - 辻本珠子
- 共同プロデューサー - 刀根鉄太、大脇拓郎、石塚清和
- ラインプロデューサー - 鈴木嘉弘
- 美術 - 林田裕至
- VFXスーパーバイザー - 小坂一順
- 主題歌 - ヤバイTシャツ屋さん「かわE」（ユニバーサル シグマ）
- 映画『ニセコイ』製作委員会（TBSテレビ、ジェイ・ストーム、東宝、テンカラット、毎日放送、ファインエンターテイメント、CBCテレビ、RKB毎日放送、アニプレックス、北海道放送、GYAO、TCエンタテインメント）
- 制作プロダクション - ファインエンターテイメント
- 製作幹事 - TBSテレビ
- 監督 - 河合勇人
- 配給 - 東宝

## 書誌情報
全て集英社発行。

### 漫画本編
- 古味直志 『ニセコイ』〈ジャンプ・コミックス〉、全25巻
  1. 「ヤクソク」2012年5月7日発行（5月2日発売[集 1]）、ISBN 978-4-08-870454-8
  2. 「ザクシャ イン ラブ」2012年7月9日刷発行（7月4日発売[集 2]）、ISBN 978-4-08-870470-8
  3. 「ヨビカタ」2012年8月8日発行（8月3日発売[集 3]）、ISBN 978-4-08-870503-3
  4. 「カクニン」2012年11月7日発行（11月2日発売[集 4]）、ISBN 978-4-08-870538-5
  5. 「タイフウ」2013年1月9日発行（1月4日発売[集 5]）、ISBN 978-4-08-870602-3
  6. 「ホンバン」2013年3月9日発行（3月4日発売[集 6]）、ISBN 978-4-08-870630-6
  7. 「キッカケ」2013年6月9日発行（6月4日発売[集 7]）、ISBN 978-4-08-870665-8
  8. 「ギリギリ」2013年9月9日発行（9月4日発売[集 8]）、ISBN 978-4-08-870805-8
  9. 「カミカゼ」2013年11月6日発行（11月1日発売[集 9]）、ISBN 978-4-08-870838-6
  10. 「スキナコ」2014年1月9日発行（1月4日発売[集 10]）、ISBN 978-4-08-870890-4
  11. 「ハナタバ」2014年3月9日発行（3月4日発売[集 11]）、ISBN 978-4-08-880026-4
  12. 「オマツリ」2014年5月7日発行（5月2日発売[集 12]）、ISBN 978-4-08-880058-5
  13. 「アンシン」2014年8月9日発行（8月4日発売[集 13]）、ISBN 978-4-08-880152-0
  14. 「ネエサン」2014年10月8日発行（10月3日発売[集 14]）、ISBN 978-4-08-880192-6
  15. 「ミスコン」2014年12月9日発行（12月4日発売[集 15]）、ISBN 978-4-08-880222-0
  16. 「ソックリ」2015年2月9日発行（2月4日発売[集 16]）、ISBN 978-4-08-880303-6
  17. 「オジョウ」2015年4月8日発行（4月3日発売[集 17]）、ISBN 978-4-08-880330-2
  18. 「イチゲキ」2015年6月9日発行（6月4日発売[集 18]）、ISBN 978-4-08-880366-1
  19. 「センタク」2015年8月9日発行（8月4日発売[集 19]）、ISBN 978-4-08-880446-0
  20. 「メイレイ」2015年11月9日発行（11月4日発売[集 20]）、ISBN 978-4-08-880483-5
  21. 「マリーへ」2016年1月9日発行（1月4日発売[集 21]）、ISBN 978-4-08-880580-1
  22. 「マンナカ」2016年4月9日発行（4月4日発売[集 22]）、ISBN 978-4-08-880650-1
  23. 「イツカハ」2016年6月8日発行（6月3日発売[集 23]）、ISBN 978-4-08-880717-1
  24. 「ホシフルヨルニ」2016年8月9日発行（8月4日発売[集 24]）、ISBN 978-4-08-880749-2
  25. 「ニセコイ」2016年10月9日発行（10月4日発売[集 25]）、ISBN 978-4-08-880805-5

### スピンオフ
- 古味直志、筒井大志『マジカルパティシエ小咲ちゃん!!』〈ジャンプ・コミックス〉、全4巻
  1. 2015年6月4日発売[集 26]、ISBN 978-4-08-880401-9
  2. 2015年11月4日発売[集 27]、ISBN 978-4-08-880555-9
  3. 2016年6月3日発売[集 28]、ISBN 978-4-08-880664-8
  4. 2016年10月4日発売[集 29]）、ISBN 978-4-08-880859-8

### 小説
- 田中創（著）『ニセコイ ウラバナ』〈ジャンプ ジェイ ブックス〉、全3巻
  1. 2013年6月4日発売、ISBN 978-4-08-703292-5
  2. 2013年12月28日発売、ISBN 978-4-08-703307-6
  3. 2015年4月3日発売、ISBN 978-4-08-703355-7
- 平林佐和子（著）『映画 ニセコイ』 〈ジャンプ ジェイ ブックス〉、全1巻
  - 2018年12月21日発売、ISBN 978-4-08-703470-7
- はのまきみ（著）『ニセコイ 映画ノベライズ みらい文庫版』 〈集英社みらい文庫〉、全1巻
  - 2018年12月21日発売、ISBN 978-4-08-321478-3

### アニメファンブック
- 古味直志（原作）/週刊少年ジャンプ編集部（編）『アニメヒロインミニアルバムNISEKOI 4seasons』
  1. 2014年10月8日発売、ISBN 978-4-08-880258-9
  2. 2014年11月9日発売、ISBN 978-4-08-880266-4
  3. 2014年12月4日発売、ISBN 978-4-08-880267-1
  4. 2015年1月5日発売、ISBN 978-4-08-880268-8